# Arlon
Pour les articles homonymes, voir Arlon (homonymie) et Arel.
Arlon (Arel en luxembourgeois et en allemand, Aarlen en néerlandais, Årlon en wallon et Ièrlon en gaumais) est une ville de Belgique, en Wallonie. Elle est traditionnellement germanophone et officiellement francophone. Il s'agit du chef-lieu de la province belge de Luxembourg, elle est également chef-lieu de son arrondissement administratif.
L’origine de la ville remonte à la période gallo-romaine. L'allemand ou le luxembourgeois y a longtemps été la langue véhiculaire, même si le français y était d'usage.
La ville est aujourd'hui un grand centre administratif et commercial dans la région. C'est l'agglomération la plus peuplée du Pays d'Arlon. Le secteur tertiaire, notamment l'enseignement, y développe ses activités (faculté universitaire et enseignement secondaire).

## Géographie

### Situation
La ville d'Arlon se situe à 185 kilomètres au sud-est de Bruxelles, sur l'axe ferroviaire européen et les axes routiers Bruxelles - Luxembourg - Strasbourg    .
La ville s'est développée autour d'une colline appelée la Knippchen et fut donc un lieu stratégiquement important dans l'histoire. Le vieux quartier situé autour de cette colline s'appelle la Hetchegass.

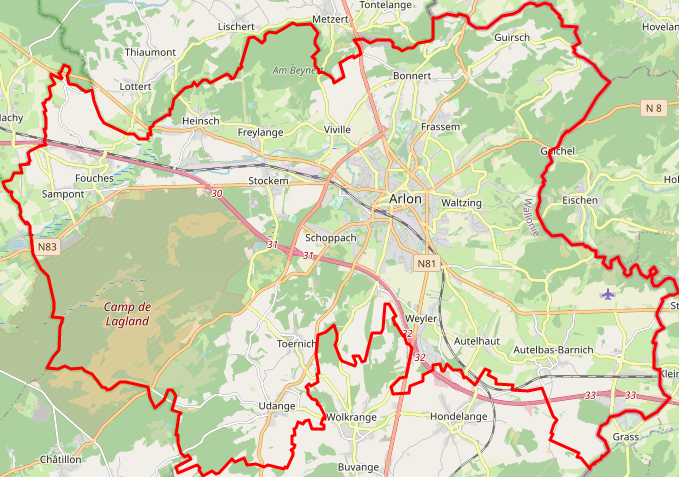
Carte OpenStreetMap
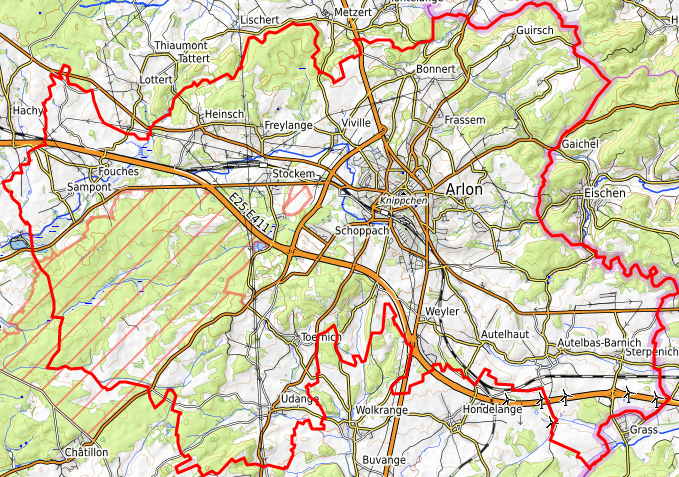
Carte topographique
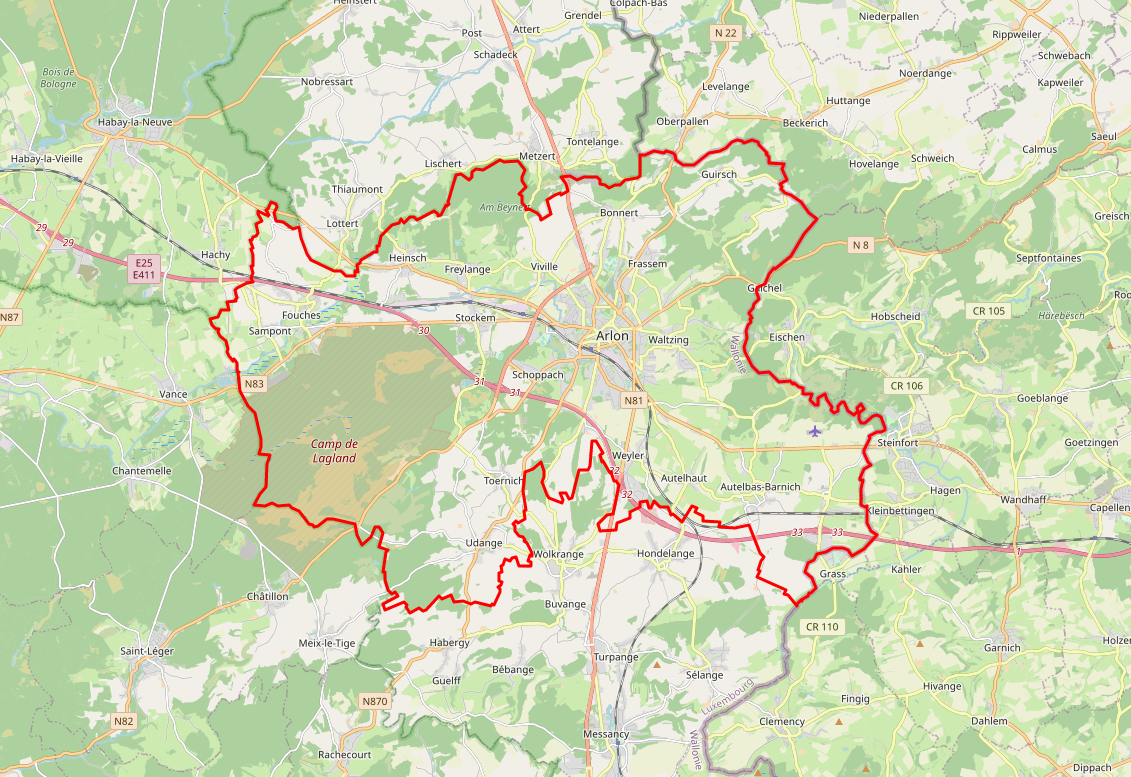
Avec les communes environnantes

#### Communes limitrophes
La commune est délimitée à l'est par la frontière luxembourgeoise. En particulier, elle est bien limitrophe de la commune luxembourgeoise de Garnich, sur 400 m juste au sud-est de l'aire de repos et ancienne douane autoroutière, à cause de la section de Grass qui est une exclave de la commune de Steinfort, la section garnichoise de Kahler se situant entre les deux.
| Habay       | Attert   | Beckerich (Luxembourg)                                            |
| Étalle      | Arlon    | Habscht (Luxembourg)                                              |
| Saint-Léger | Messancy | Steinfort (Luxembourg) Garnich (Luxembourg) Käerjeng (Luxembourg) |

### Géologie
La commune fait partie de la Lorraine belge, seule région géologique du Jurassique (Ère secondaire) en Belgique.

### Hydrographie
La commune se situe à la jonction des bassins versants suivants :
- celui de la Meuse à l'ouest et au sud, avec :
  - la Semois, qui prend sa source au centre-ville et s’écoule vers l'ouest à travers la Lorraine belge et l'Ardenne pour aller se jeter dans la Meuse peu après son entrée en France ;
  - la Messancy, qui prend ses sources dans le sud de la commune et va se jeter dans la Chiers à Athus plus au sud ;
- celui du Rhin, avec l'Eisch qui fait office de frontière avec le Luxembourg à proximité de Clairefontaine et recueille les eaux des ruisseaux de l'est de la commune.

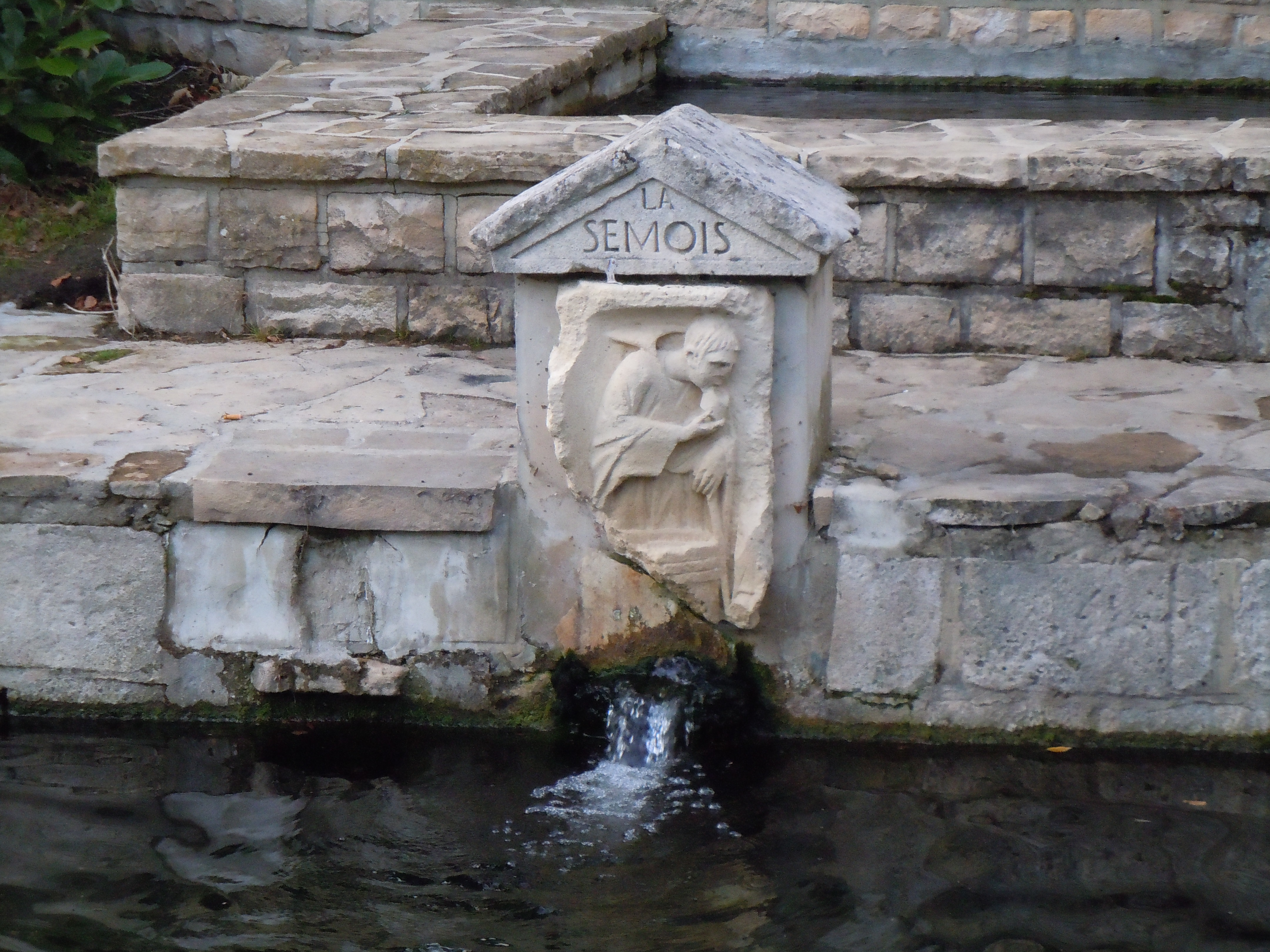
Les sources de la Semois.

### Subdivisions

#### Localités de la commune
| Arlon Bonnert Guirsch Autelbas Toernich Heinsch |

La commune d'Arlon compte six sections comportant les localités suivantes :
- Arlon : centre-ville (centre) ; Sesselich (partie sud-ouest) ;
- Bonnert : Bonnert, Frassem, Seymerich, Viville, Waltzing (partie nord et est) ;
- Guirsch : Guirsch, Heckbous (partie à l'extrême nord-est) ;
- Autelbas : Autelbas-Barnich, Autelhaut, Birel, Clairefontaine, Stehnen, Sterpenich, Weyler (partie sud-est) ;
- Toernich : Toernich, Udange (partie à l'extrême sud-ouest) ;
- Heinsch : Freylange, Heinsch, Schoppach, Stockem ainsi que Fouches et Sampont (de l'ancienne commune d'Hachy) (partie ouest).

#### Quartiers
Le centre-ville d'Arlon comporte différents quartiers, entre autres : 
- Le centre
- le Hetchegass
- le Galgenberg
- la Gare
- le Wäschbour
- la Spetz

### Urbanisation et environnement

#### Sablière de Schoppach et ZAD d'Arlon
Le 26 octobre 2019, des militants écologistes installent une zone à défendre (ZAD) sur le site de grand intérêt biologique de la sablière de Schoppach afin d'empêcher la construction d'un projet de parc d'activités économiques par l'intercommunale Idélux.
La ZAD sera finalement démantelée le 15 mars 2021 par la police sur base d'un arrêté de police administrative pris par le bourgmestre Vincent Magnus. Cette décision serait notamment motivée par les menaces qu'entrainerait la ZAD, particulièrement en ce qui concerne l'entrave à la circulation.

### Voies de communication et transports

#### Réseau routier
La commune est traversée par deux autoroutes, occupant une seule et même voirie, à savoir :
- la E 411 qui la relie, au nord, à l'échangeur avec la E 42 puis Bruxelles et, au sud, au réseau français () ;
- la E 25 qui la relie, au nord, à Liège et aux autoroutes E 313, E 40 et E 42 et à, l'est, au réseau luxembourgeois (autoroute /E 25).

Elle est également traversée par la  qui la relie, au nord, à Marche-en-Famenne, Namur et Bruxelles et, à l'est, au réseau luxembourgeois ().
Pour ce qui est des routes nationales, la  la relie à l'ouest à Neufchâteau et Mons, la  la relie à Athus et au réseau français (), la  la relie à Virton et la  la relie à Bouillon.
Enfin, la commune est également desservie par des routes nationales du quatrième réseau, à savoir :
- la  reliant la  à la  via la rue Patton, un tronçon de la rue Albert Goffaux et la rue de la Semois ;
- la  reliant Arlon à la  vers Mersch ( Luxembourg) ;
- la  traversant Schoppach et reliant Arlon à la  en partant du pont de Schoppach via la rue Zénobe Gramme, la place de l'Yser, la rue de Schoppach et la rue du Bois d'Arlon ;
- la  appelée aussi contournement Sud d'Arlon dont seulement deux tronçons ont été mis en place : la rue de Lorraine et la rue de la Gaume ;
- la  reliant Arlon à Halanzy (Aubange), en partant de la place de l'Yser par la rue de Toernich ;
- la  traversant Arlon du nord au sud via la rue de Bastogne, la rue Léon Castilhon, la rue de la Gare, rue Tesch, la rue des Déportés et enfin l'avenue de Luxembourg.
- la  reliant Arlon à la  passant par Oberpallen ( Luxembourg), en partant de la rue des Deux Luxembourg.

#### Transport ferroviaire
Arlon est traversée par la ligne de chemin de fer 162 reliant Luxembourg à Namur et à Bruxelles. La gare d'Arlon, bâtiment historique de la ville, est un point transfrontalier important pour tous les Belges travaillant au Luxembourg. Actuellement, il y a un train toutes les heures environ vers les capitales belge et luxembourgeoise.

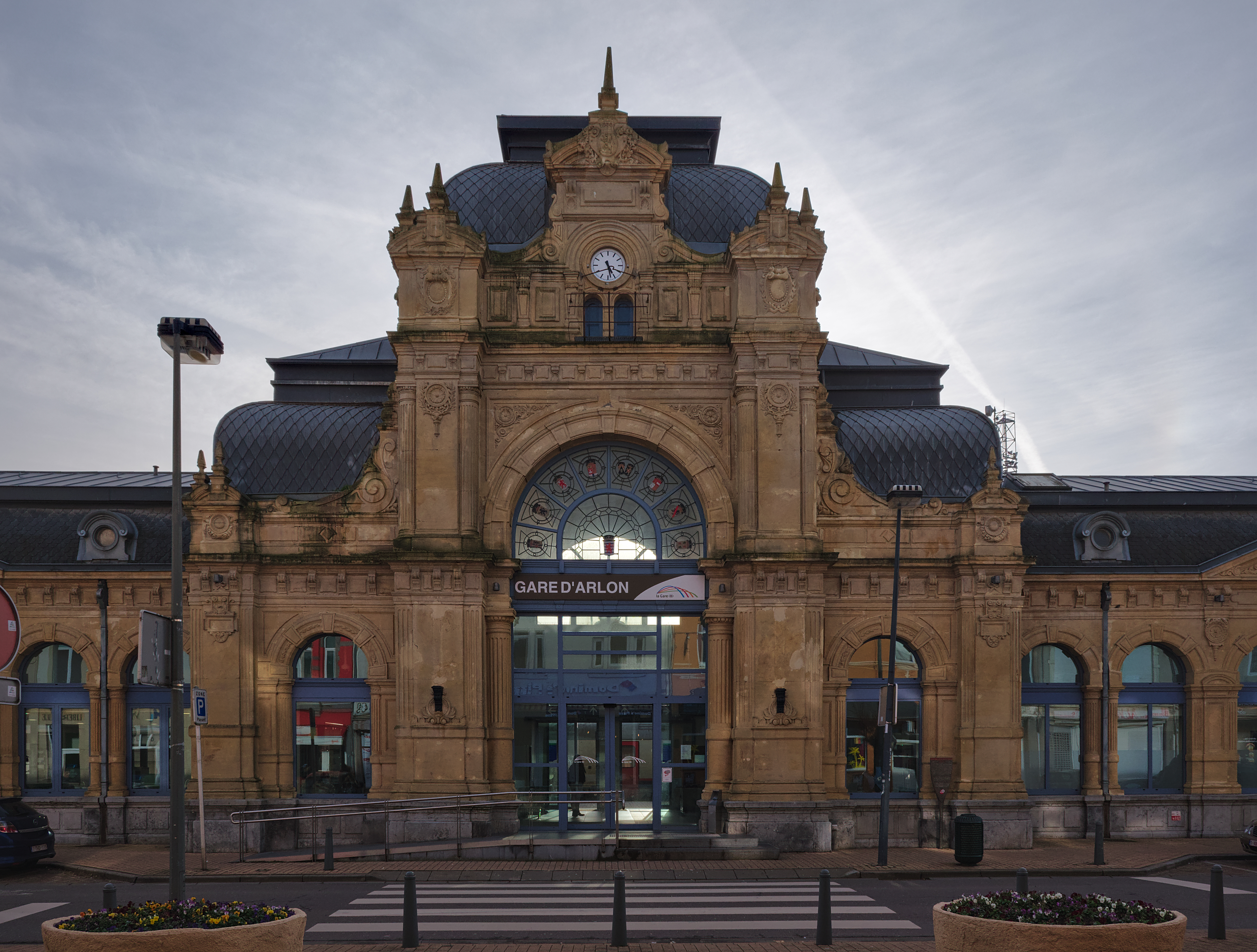
L'entrée de la gare.

Arlon est également le terminus de la ligne Athus-Meuse qui a été rouverte en 2007 et relie Arlon à Messancy, Athus, Rodange (L), Aubange, Halanzy, Virton, Florenville, Bertrix et Libramont.
En décembre 2009, l'activité subsistante de la gare de triage de Stockem est reprise par Athus. Elle dispose de nombreux matériels spécifiques de la SNCB comme un train de relevage.

#### Transport aérien
L'aérodrome d'Arlon Sterpenich (code OACI : EBAR), lieu d’activité du club ULM Arel-Air, est situé à 3 kilomètres du centre-ville au nord du village de Sterpenich. Il dispose d'une piste en herbe de 150 m de longueur et de 30 m de largeur orientée 85°/265°. L'altitude est de 1 138 pieds et la fréquence Arlon Radio est de 123,425 MHz.

#### Mobilité douce

##### Sentiers de grande randonnée

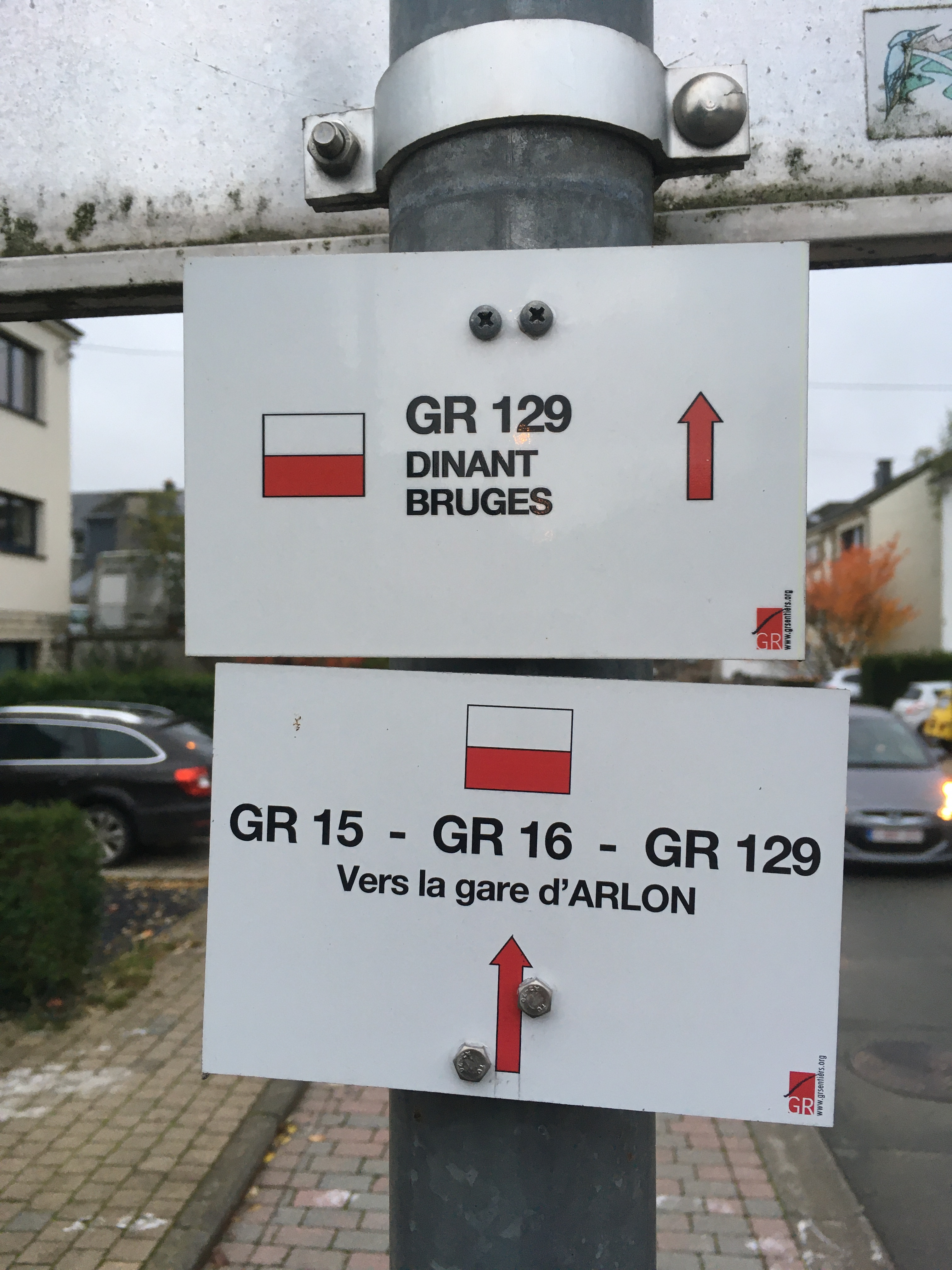
Arlon, carrefour de sentiers de grande randonnée.

- GR 15 : Montjoie - Martelange - Arlon
- GR 16 : Arlon - Monthermé ou le Sentier de la Semois
- GR 129 : Bruges - Arlon ou la Belgique en diagonale

##### Itinéraires cyclables
- Pré-ravel et voies vertes (en projet) sur les anciennes lignes vicinales suivantes 
  - Ligne 624 (SNCV) Martelange - Arlon
  - Ligne 615 (SNCV) Arlon - Ethe
- Liaison cyclable : Arlon - Steinfort
- Boucles cyclables : 
  - le Belarel (65 km)
  - boucle Gallor 7 : Arlon Fouches Nobressart Bonnert (28 km)
  - boucle Gallor 8 : Arlon Autelbas Sélange Wolkrange (36 km)

##### Itinéraire multi-récréatif
Arlon est le point de départ de la Transsemoisienne, itinéraire permanent proposé par l'association Défense et Promotion de la Semois. Il s'agit d'une randonnée transfrontalière dédiée aux marcheurs, cavaliers, attelages et cyclistes. Ce parcours, balisé par des petits martins-pêcheurs, s'étend sur plus de 180 km entre Arlon et Monthermé.

## Toponymie
Le nom de la localité est attesté sous les formes Orolauno vers 300 (copies VIIe et VIIIe siècles) ; Orolaun[enses] entre les Ier et IVe siècles ; Arlon 870 (Regesta Imperii I., 1480); Erlont en 931 - 956 ; [de] Arlo en 1052 ; (de) Arlon 1055 (Prat, Histoire d'Arlon) ; Areleonis au XIe siècle (copie XIIe siècle) ; Arlon en 1095 ; (de) Arlon 1136 (Prat, Histoire d'Arlon) ; [de] Aralune en 1175 et 1182.
Il s'agit vraisemblablement d'une formation celtique (gauloise), qu'il convient de rapprocher de l'ancien nom de la forêt de Brotonne (que l'on retrouve dans le néo-toponyme de la commune nouvelle d'Arelaune) en Normandie. Il est en effet mentionné sous les formes Arlauno avant 811 ; Arelaunum; Arelaunensi début IXe siècle ; [De] Arlauno [silva], [de] Arlauno [foreste], [forestem] Arlaunum avant 830 ; In Arlon [silva], [In] Arlonis [silva] en 849. Les formes romanes Arlon relevées pour ces deux toponymes au IXe siècle sont identiques (voir supra).
Le premier élément semble représenter le celtique are- « devant, près de », que l'on retrouve dans le nom de l'Armorique, Arles, etc. et connu en celtique insulaire : vieil irlandais air, gallois er, breton ar. Le second élément -launo- n'est pas identifié avec certitude,. Il s'agit peut-être du même mot qu’Alauna, épithète désignant une divinité celtique des sources, la forme initiale serait alors du type *Aralauna (transcrite Orolauno, o s'étant substitué à a). Les sources de la Semois sont en effet visibles en centre-ville.

## Histoire

### Antiquité

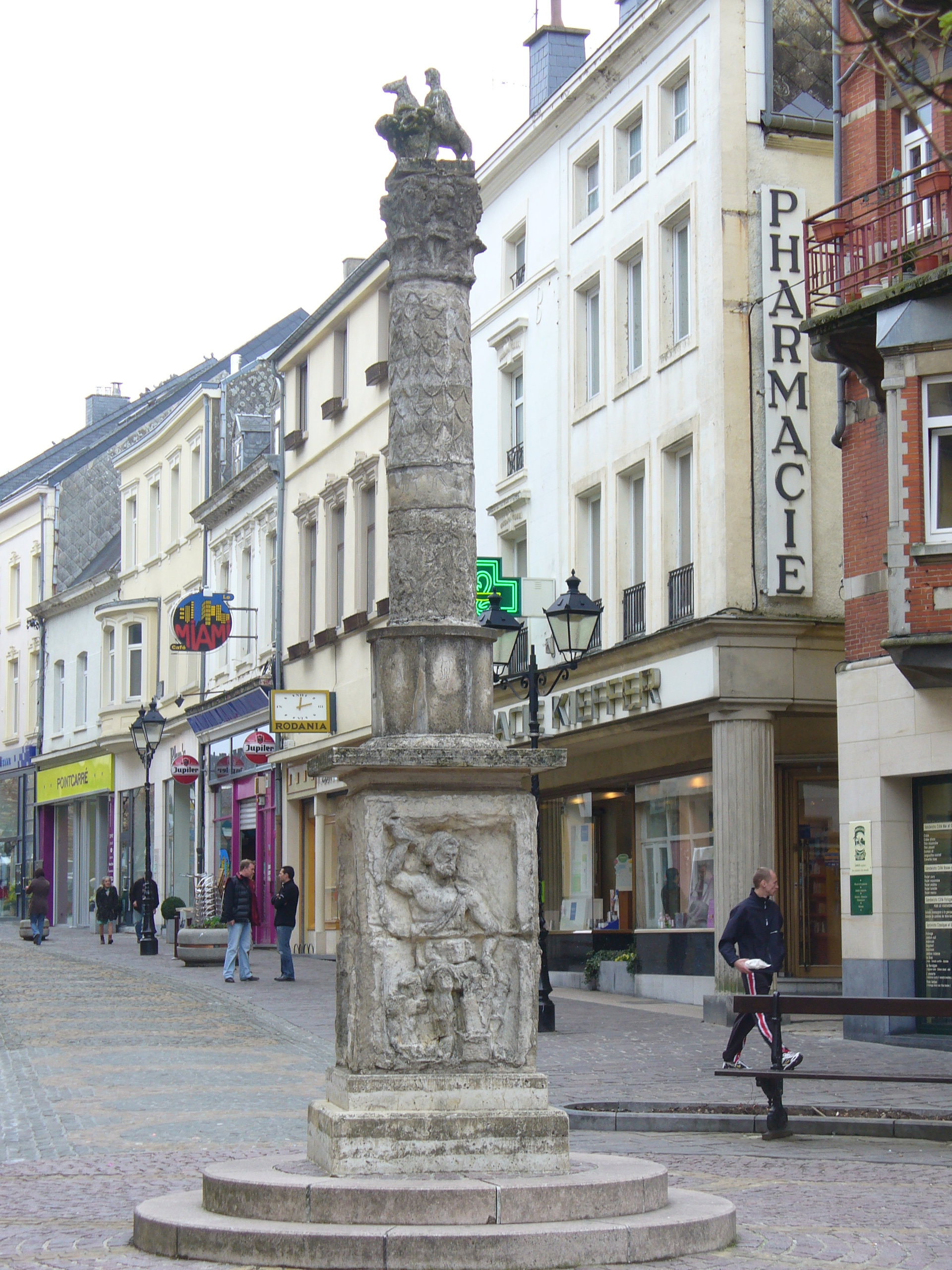
Colonne gallo-romaine
de Jupiter à l'anguipède, dans la Grand rue.

Arlon partage avec Tournai et Tongres le statut de plus ancienne ville de Belgique. Le bourg, alors appelé Orolaunum est situé au croisement de deux voies romaines : la chaussée romaine de Metz à Tongres et la voie romaine Reims-Trèves. C’est seulement en 1935 que des recherches archéologiques méthodiques sont entreprises pour découvrir les vestiges de la ville romaine. Le principal objectif est de retrouver l’enceinte romaine. C’est grâce aux multiples découvertes antérieures aux alentours du Vieux Cimetière que les archéologues vont orienter leurs recherches dans le sud de la ville. En effet, les vestiges d’un therme romain avaient été révélés sur ce site. De ce fait, c’est à cet emplacement que la plupart des objets appartenant à l’époque romaine seront retrouvés. Les archéologues trouvent, également de multiples frises, monuments funéraires et aussi une pierre sculptée qui représente deux hommes et une femme. À cause de la Seconde Guerre mondiale, le travail est arrêté pour finalement reprendre en 1948. À la suite des multiples recherches archéologiques faites entre 1936 et aujourd’hui et la découverte de quatre tours, les spécialistes estiment que l’enceinte romaine devait faire environ 850 mètres de long. Parmi les nombreuses découvertes depuis 1936, les archéologues ont trouvé les tours du Dieu Neptune en 1948 et la colonne gallo-romaine du Dieu romain Jupiter à l'anguipède en 2009. Ces deux monuments faisaient partie des remparts au même titre que les vestiges de thermes et qu'un hypocauste déniché dans le vieux cimetière communal désaffecté.
La majorité de la collection d’artefacts trouvée lors des fouilles se trouve dans le Musée archéologique d’Arlon.
C’est grâce aux vestiges qui ont, aussi, été découverts par les fouilles que les spécialistes ont pu en savoir plus sur l'occupation romaine sur le vicus Orolaunum, la bourgade Gauloise, qui a duré entre le Ier et le IVe siècle.

### Moyen Âge

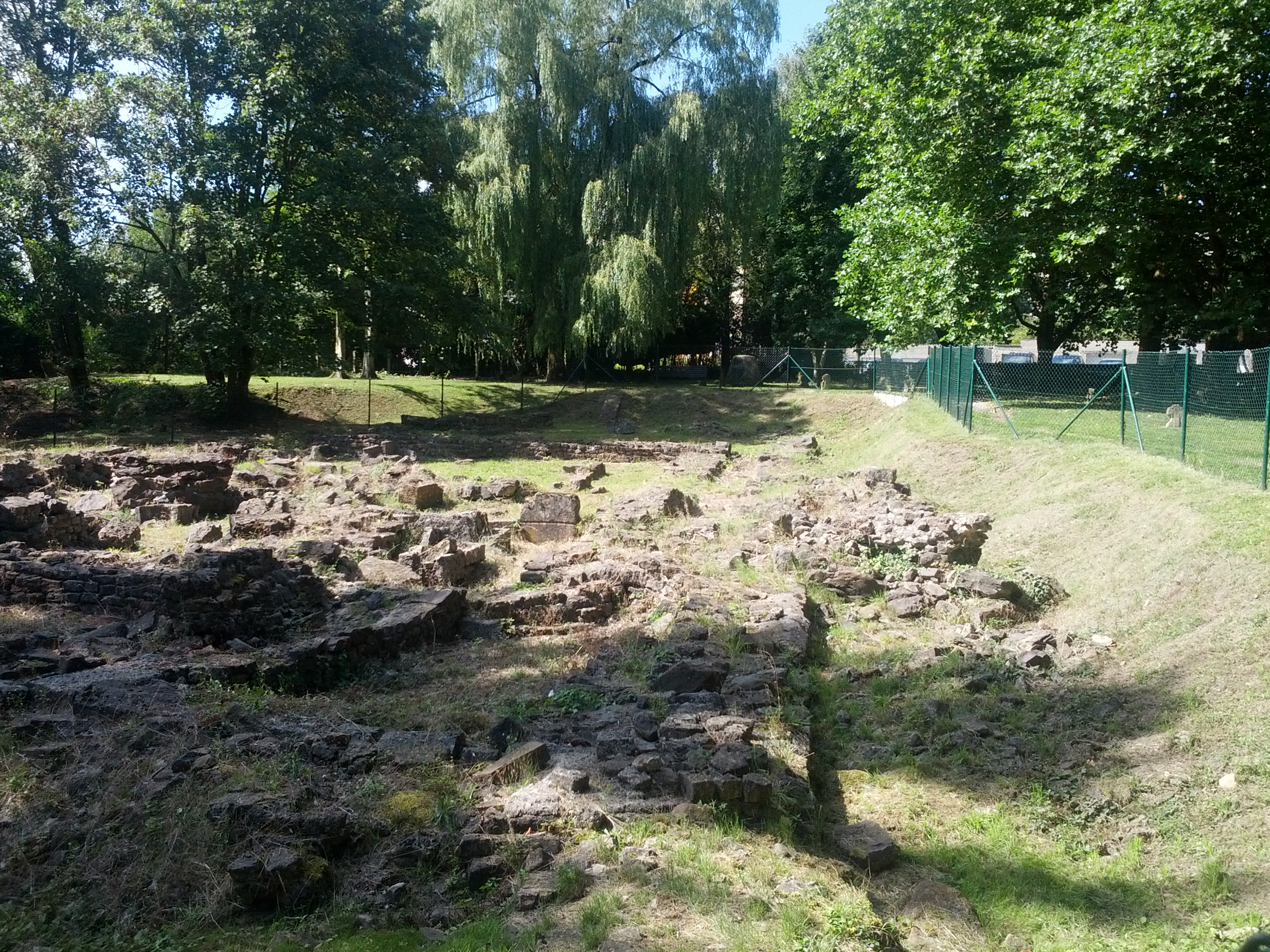
Vestige de la première église paroissiale à proximité du vieux cimetière et des thermes romains d'Arlon.

Après la chute de l'Empire romain, Arlon subit l'influence mérovingienne. Une nécropole de tombes de type « princières » a livré un riche mobilier, ce qui permet de penser qu'une famille princière, appartenant probablement à l'entourage des rois francs, s'était installée à Arlon. C'est probablement à la fin de la période mérovingienne que fut érigée la première église Saint-Martin d'Arlon, juste à côté des anciens thermes romains, dans l'édifice qui avait accueilli les tombes mérovingiennes quelques décennies plus tôt.
Au Moyen Âge, le bourg se transforme en place-forte, construite autour de la Knippchen, une colline du centre de la ville. Au IXe siècle, le Comté d'Arlon est créé et une dynastie de comtes voit le jour avec Conrad d'Arlon en 972. Plus tard, en 1061, son petit-fils Waleran II d'Arlon devient également Waléran Ier comte de Limbourg associant ainsi les comtés d'Arlon et de Limbourg. En 1214, Henri III, duc de Limbourg et comte d'Arlon, érige le Comté en Marquisat et le cède à son fils, Waleran IV, qui devient alors Marquis d'Arlon (et futur Duc Waléran III de Limbourg) à l'occasion du mariage de ce dernier avec Ermsinde, comtesse de Luxembourg, afin qu'il le lui constitue en douaire. Celui-ci érige son château sur la butte de la Knippchen. À la mort du Waleran IV (Waléran III Duc de Limbourg) en 1226, Arlon passa à son fils du second lit Henri V le Blond, comte de Luxembourg, et fut ainsi séparé du Duché de Limbourg et rattaché au comté de Luxembourg. Ainsi, dans le Tournoi de Chauvency, Henri le Lion, son fils, porte-t-il le titre de Marquis d'Arlon. Ermesinde fonde l’abbaye de Clairefontaine bien que ce soit Henri, son fils qui la fasse construire puis entrer dans l’Ordre cistercien. En 1291, les Carmes s’établissent à Arlon.
En 1354, l'empereur Charles IV du Saint-Empire romain germanique élève les territoires de la maison de Luxembourg au rang de duché : c'est la naissance du duché de Luxembourg. Celui-ci passe dans le giron des Pays-Bas bourguignons dès 1409 avec le mariage d'Elisabeth de Goerlitz avec Antoine de Brabant, fils de Philippe II le Hardi, duc de Bourgogne. Cela entraine une révolte de la noblesse luxembourgeoise et particulièrement d'Huart II d'Autel, seigneur résidant au château d'Autelbas qui fut, en représailles, assiégé puis rasé par les troupes bourguignonnes en 1413. En 1477, à la suite de la mort du dernier duc de Bourgogne, Charles le Téméraire, la région passe sous la domination des Habsbourg d'Espagne et appartient aux Pays-Bas espagnols.

### Époque moderne

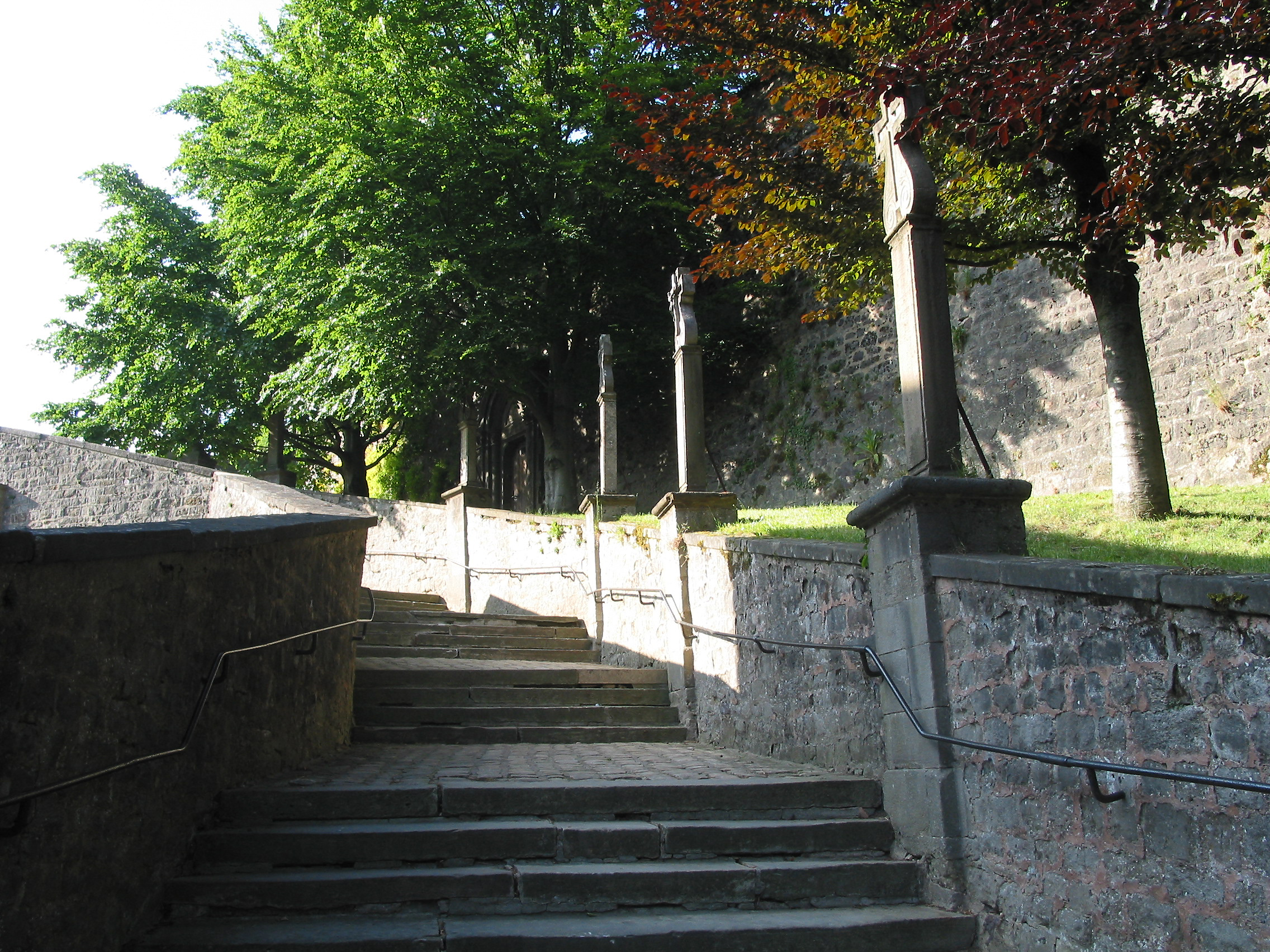
La montée royale.

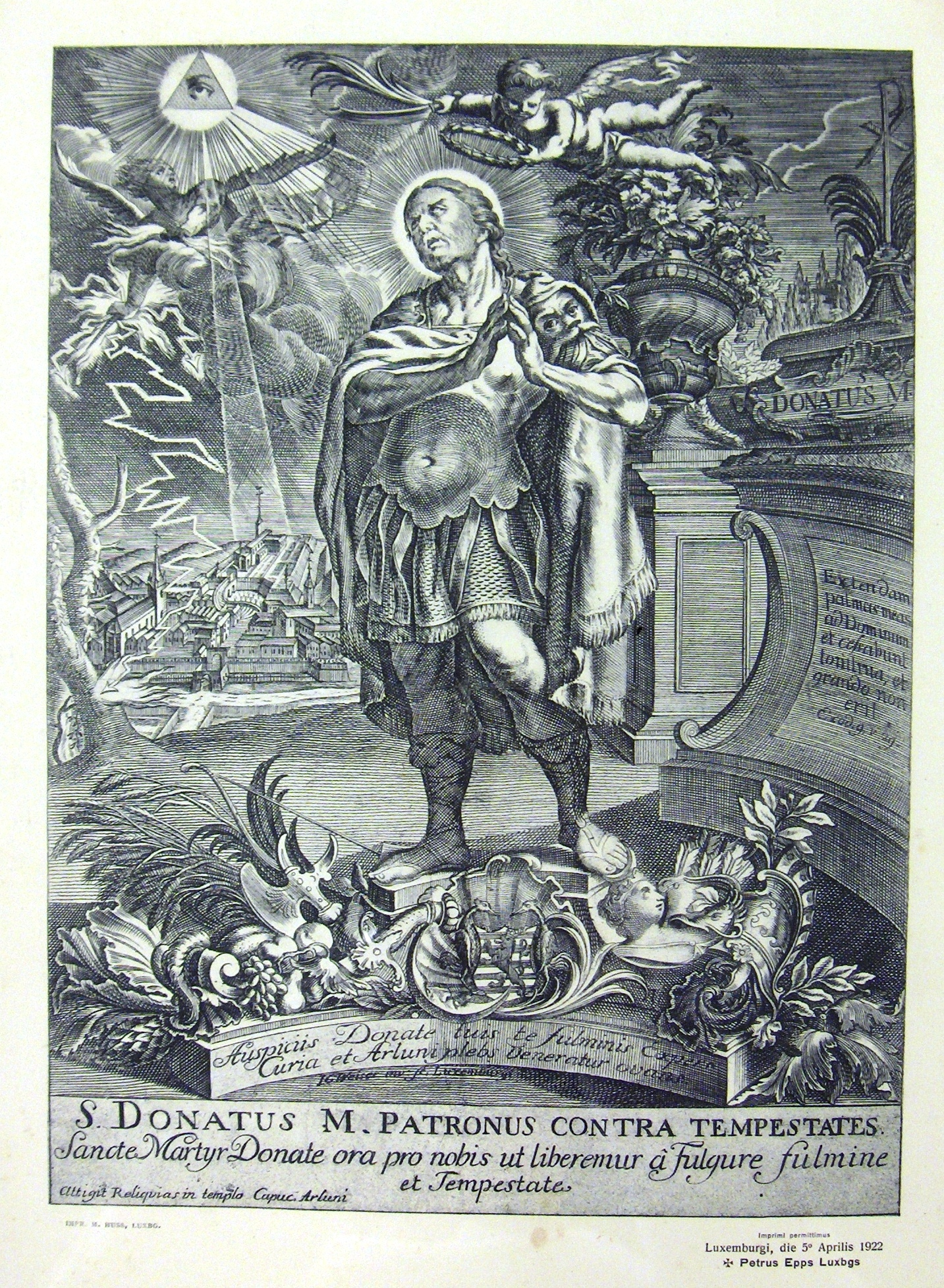
WEISER Jean-Georges, Illustration issue de Abrégé historique de l'invocation de Saint Donat, martyr (...) dans l'église de Münster-Eiffel et celle d'Arlon, édité à Luxembourg, chez André Chevalier, 1739. A l'arrière, le couvent des Capucins fortifié, et l'église Saint-Martin dans la ville, également fortifiée.

Arlon est alors au centre des guerres entre le royaume de France et la monarchie catholique espagnole. En 1542, Charles II d'Orléans saccage et brûle la ville. En 1558, la ville, son château, ses remparts et le couvent des Carmes sont détruits par les troupes françaises de François de Guise, puis une nouvelle fois en 1562 et en 1568. L'année suivante, alors qu'Arlon est en pleine reconstruction, un nouvel incendie se déclare, réduisant une nouvelle fois la ville en cendres. Pendant la guerre de Quatre-Vingts Ans, c'est au tour des forces néerlandaises des Provinces-Unies de saccager la ville en 1604. En 1625, les Capucins implantent un couvent au sommet de la Knippchen. Les Français mettent à nouveau la ville à sac en 1651 et un nouvel incendie survient en 1664, détruisant une nouvelle fois le couvent des Carmes. Les troupes du roi de France, Louis XIV, prennent Arlon en 1681 et chassent les moines capucins de la Knippchen où ils construisent une citadelle sous le modèle des fortifications de Vauban. Le Gouverneur français fait également ériger une nouvelle église paroissiale dans la Grand'-rue, remplaçant celle détruite dans un incendie 20 ans auparavant. Finalement, la ville et la région sont restitués à Charles II d’Espagne en 1697.
En 1714, après la Guerre de Succession d'Espagne, Arlon passe aux mains des Pays-Bas autrichiens, toujours sous l'égide du Saint-Empire romain germanique selon le modèle féodal.
Le 11 mai 1785, vers 9 heures, un incendie se déclare au couvent des Carmes, détruisant une grande partie de la ville à l'exception du couvent en lui-même ainsi que celui des capucins et une vingtaine de maisons au pied de l'église Saint-Donat, dans le quartier de la Hetchegass. Cette catastrophe permit toutefois à Arlon de se reconstruire en se modernisant avec la démolition de l'ancienne porte de Bastogne et la création de nouvelles artères, comme la rue des Faubourgs.

### Période française

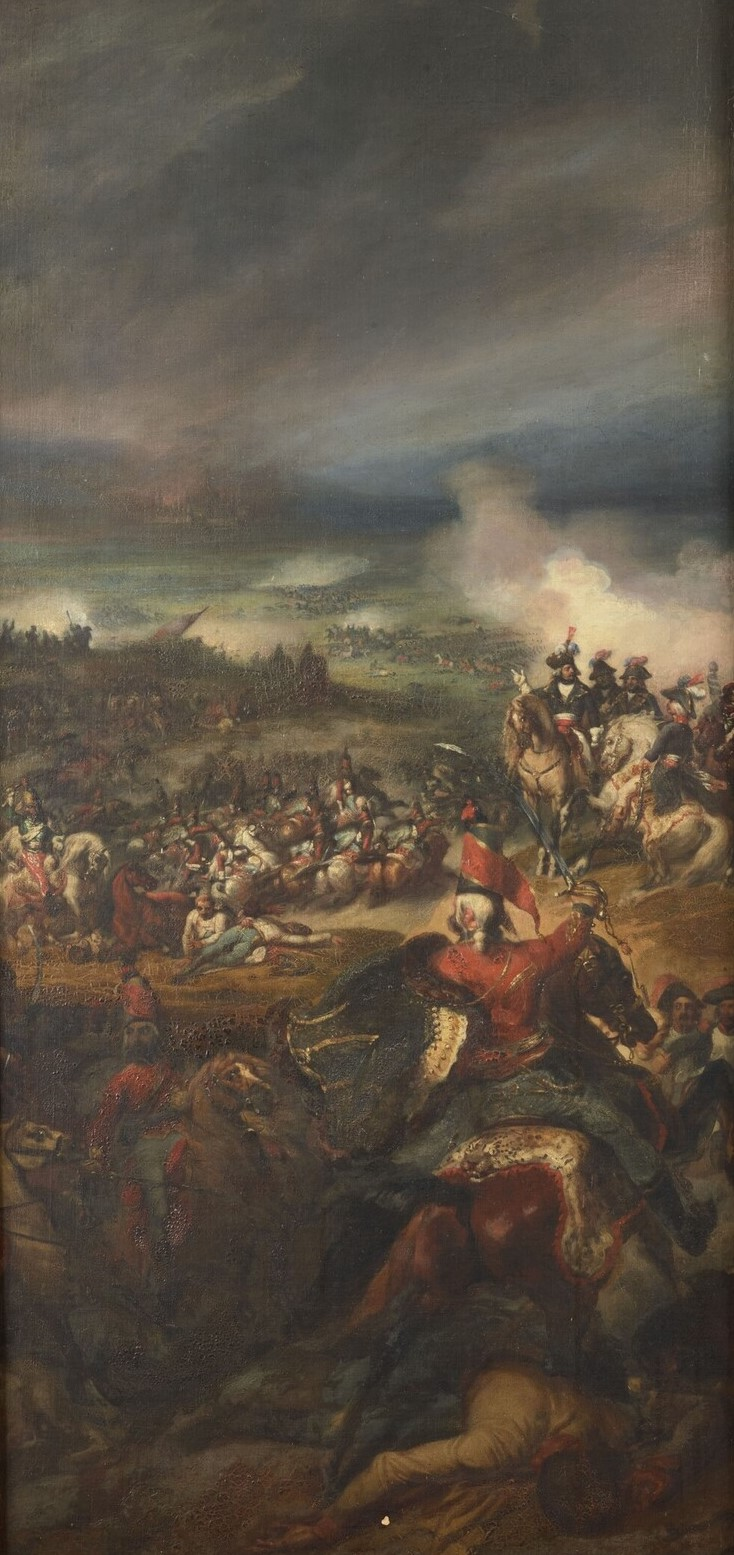
Les combats d'Arlon de 1794 durant la seconde annexion française des États de Belgique.

Après la Révolution française, la Première République fait façe à la guerre de la première coalition, lors de laquelle, le 9 juin 1793, l'armée de la Moselle, commandée par Jean Nicolas Houchard prend Arlon aux forces autrichiennes de Gottfried von Schröder lors de la bataille d'Arlon. Après que l'armée du Saint-Empire romain germanique ait repris ses droits, les français, commandés par le général Jean-Baptiste Jourdan, passent une deuxième fois à l'offensive et prennent définitivement la ville en avril 1794 lors des combats d'Arlon. Ces derniers valant à la ville une inscription sur l'Arc de Triomphe à Paris.
La France instaure alors ses départements et Arlon est rattachée au département des Forêts, qui a pour chef-lieu Luxembourg-ville.
En 1804, la République devient le Premier Empire après la proclamation de Napoléon Bonaparte d'être devenu Empereur des Français.

### Période grand-ducale
Le 18 juin 1815 sonne le glas du Premier Empire après de la défaite française lors de la bataille de Waterloo. Les cartes de l'Europe post-napoléonienne sont redessinées par les grandes puissances lors du congrès de Vienne et l'ancien département des Forêts est érigé en grand-duché : le grand-duché de Luxembourg. Le nouvel état devient membre de la confédération germanique et est attribué, à titre personnel, à Guillaume Ier d'Orange-Nassau, en compensation de la cession à la Prusse de ses principautés d'Orange-Nassau, situées près de Coblence. Celui-ci est également le souverain d'un tout nouveau royaume créé comme « état tampon » entre la France et la Prusse : le royaume uni des Pays-Bas. Guillaume Ier est donc roi des Pays-Bas et grand-duc de Luxembourg, les deux territoires formant une union personnelle mais étant, en théorie, bien distincts. Il traite cependant son grand-duché comme la dix-huitième province de son nouveau royaume, soumise à la loi fondamentale et à l'administration du royaume uni des Pays-Bas avec, entre autres, une représentations aux états provinciaux. La capitale est alors Luxembourg-ville.
C'est à cette époque que la nationale 4, reliant Bruxelles à la ville de Luxembourg, est empierrée. Un arrêté royal parait le 30 mai 1825 en mentionnant toutes les localités du royaume et du grand-duché portant le titre de ville, Arlon en fait partie.
Le 25 aout 1830 éclate la révolution belge à Bruxelles contre le régime « hollandais » de La Haye, ce qui mène au déclenchement de la guerre belgo-néerlandaise. Les Luxembourgeois se rattachent majoritairement à la révolution, hormis certains bastions « orangistes », principalement dans la ville de Luxembourg. À Arlon, où réside une garnison de l'armée royaliste, le drapeau belge apparaît le 27 septembre et le 30 les militaires quittent la ville en direction de Neufchâteau où la troupe se débande tandis que les officiers sont arrêtés par les bourgeois.
Le 4 octobre 1830, le gouvernement provisoire de Belgique proclame unilatéralement l'indépendance des huit provinces composant les Pays-Bas méridionaux. Le 16 octobre 1830, il déclare l'annexion de l'ensemble du grand-duché au nouvel état. Arlon devient donc belge et, le même jour, un arrêté lui transfère le siège de l'administration provinciale et du nouveau gouverneur de la province de Luxembourg, Jean-Baptiste Thorn. En effet, la ville de Luxembourg était protégée par sa forteresse où résidait toujours une garnison conjointe des armées néerlandaises et prussiennes, soutenue par la confédération germanique. Un mouvement de soutien au grand-duc Guillaume y apparait également, entre autres mené par le gouverneur du Luxembourg en place depuis 1815, Jean-Georges Willmar. Cela empêchant d'y établir le chef-lieu et l'officialisation d'une nouvelle province.
Un premier traité est signé le 26 juin 1831 : le traité des XVIII articles, reconnaissant tacitement l'annexion du Luxembourg en ouvrant la possibilité d'un rachat de celui-ci par la jeune Belgique. Mais après la tentative néerlandaise de récupérer ses territoires lors de la campagne des Dix-Jours en aout 1831, la Belgique, discréditée, se voit imposer un nouveau traité dès le 15 novembre 1831 : le traité des XXVII articles, nettement moins avantageux pour le nouveau royaume. En effet, les puissances décident de ne pas reconnaitre l'annexion de l'ensemble du grand-duché de Luxembourg à la Belgique, mais bien de séparer celui-ci en deux, selon des critères linguistiques. Les territoires du « quartier wallon », reconnus comme étant de langues romanes (ardennais, gaumais, lorrain, wallon etc.), sont concédés à la Belgique, tandis que les territoires de langue germanique (luxembourgeois, moyen allemand, moyen francique etc.) restent grand-ducaux, à l'exception notable du Pays d'Arlon qui fut attribué à la Belgique. En effet, l'ambassadeur plénipotentiaire du roi des français, Charles-Maurice de Talleyrand-Périgord, insista pour que la route menant de Metz à Liège, en passant par Arlon (reprenant les actuels tronçons des nationales 81 et 883) soit attribuée à la Belgique avec les villages des alentours. Ceci dans le but de la soustraire à l'influence de la confédération germanique. Ce traité ne fut toutefois pas reconnu avant le 14 mars 1838 lorsque Guillaume Ier déclare officiellement accepter l'existence de la Belgique. La situation était alors floue : la Belgique administrant concrètement le grand-duché (à l'exception de la ville de Luxembourg) mais sans que celui-ci ne lui appartienne officiellement.
C'est également en 1838 que fut construite la caserne Léopold qui abritera le 10e régiment de ligne.

### Période belge

#### XIXe siècle

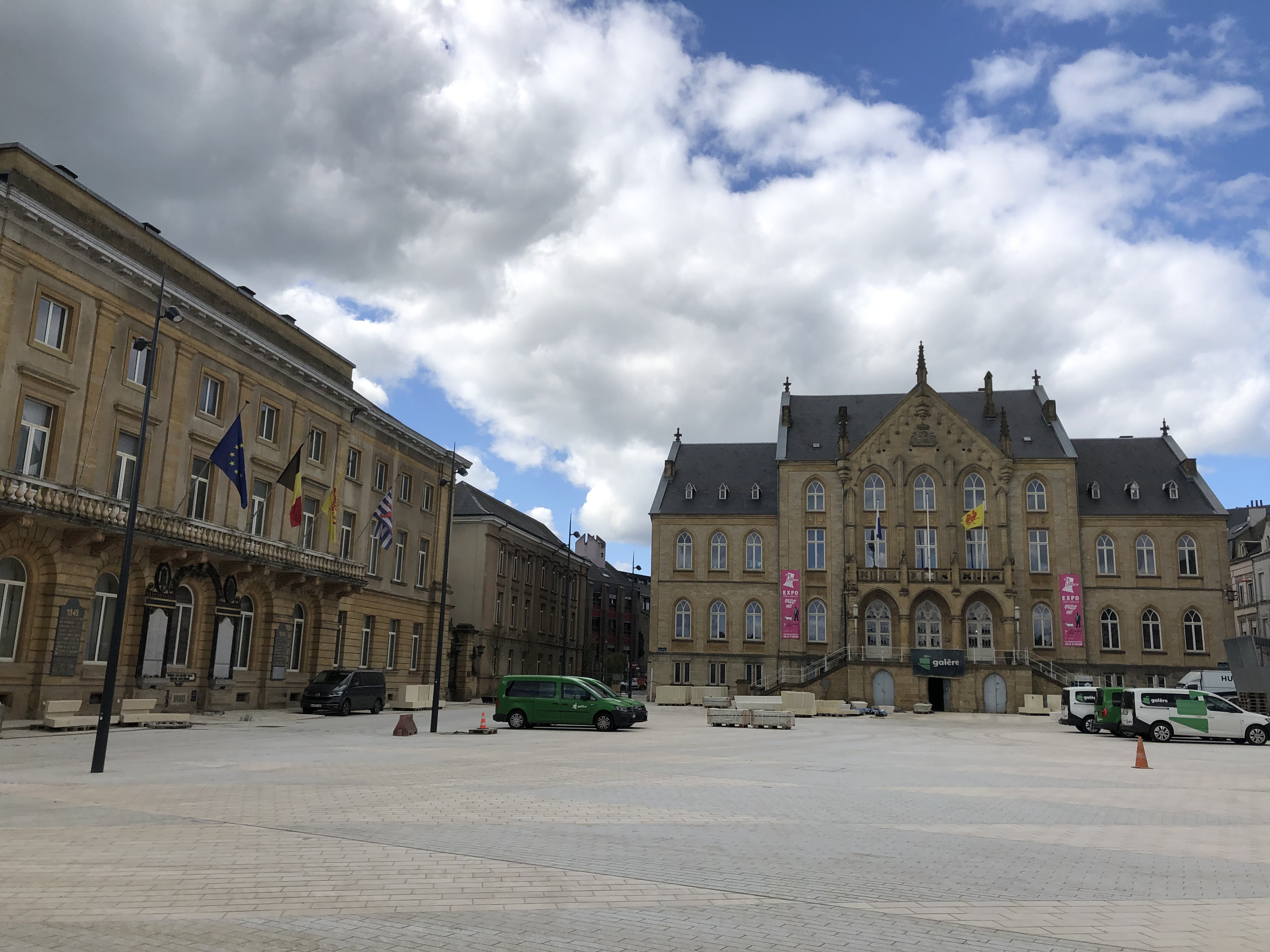
La place Léopold avec le palais provincial d'Arlon et le palais de justice, date du milieu du.

La situation fut clarifiée par un nouveau traité signé le 19 avril 1839 : le traité des XXIV articles. Celui-ci reprit la frontière tracée huit ans plus tôt lors du traité des XXVII articles, opérant la scission du Luxembourg en deux. Sa partie orientale resta propriété personnelle de Guillaume Ier et état membre de la confédération germanique, tandis que sa partie occidentale devint la neuvième province de Belgique : la province de Luxembourg. Arlon fut alors désignée officiellement comme chef-lieu par la loi du 6 juin 1839 à propos de la circonscription judiciaire du Luxembourg. En 1845 commence les travaux d'édification du palais provincial d'Arlon, situé sur la place Léopold. Il sera inauguré en 1849. La même année, un arrêté royal du 15 novembre créé le dépôt des archives de l’État d'Arlon
En 1837 la ville d'Arlon crée une école moyenne qui deviendra, par arrêté royal du 26 septembre 1842, l'Athénée royal d'Arlon.
En 1846, une nouvelle route est créée pour relier Arlon à Longwy, en contournant Weyler : c'est la future nationale 81 qui remplace l'ancienne route impériale bâtie en 1727 et 1772 lors de l'époque autrichienne. La même année, la Grande compagnie du Luxembourg est créée dans le but de construire la ligne du Luxembourg. En 1858, elle inaugure la gare d'Arlon et la ligne 162 qui connecte la ville à Bruxelles. Elle sera poursuivie jusqu'à Luxembourg-ville les années suivantes par la ligne luxembourgeoise n°5. En 1862, la ligne 171 vient s'y greffer pour rejoindre Athus, où la métallurgie se développe.
En 1863 est construite la Synagogue d'Arlon. En 1866, le palais de justice construit par l'architecte Albert-Jean-Baptiste Jamot et situé sur la place Léopold, est inauguré.

#### XXe siècle

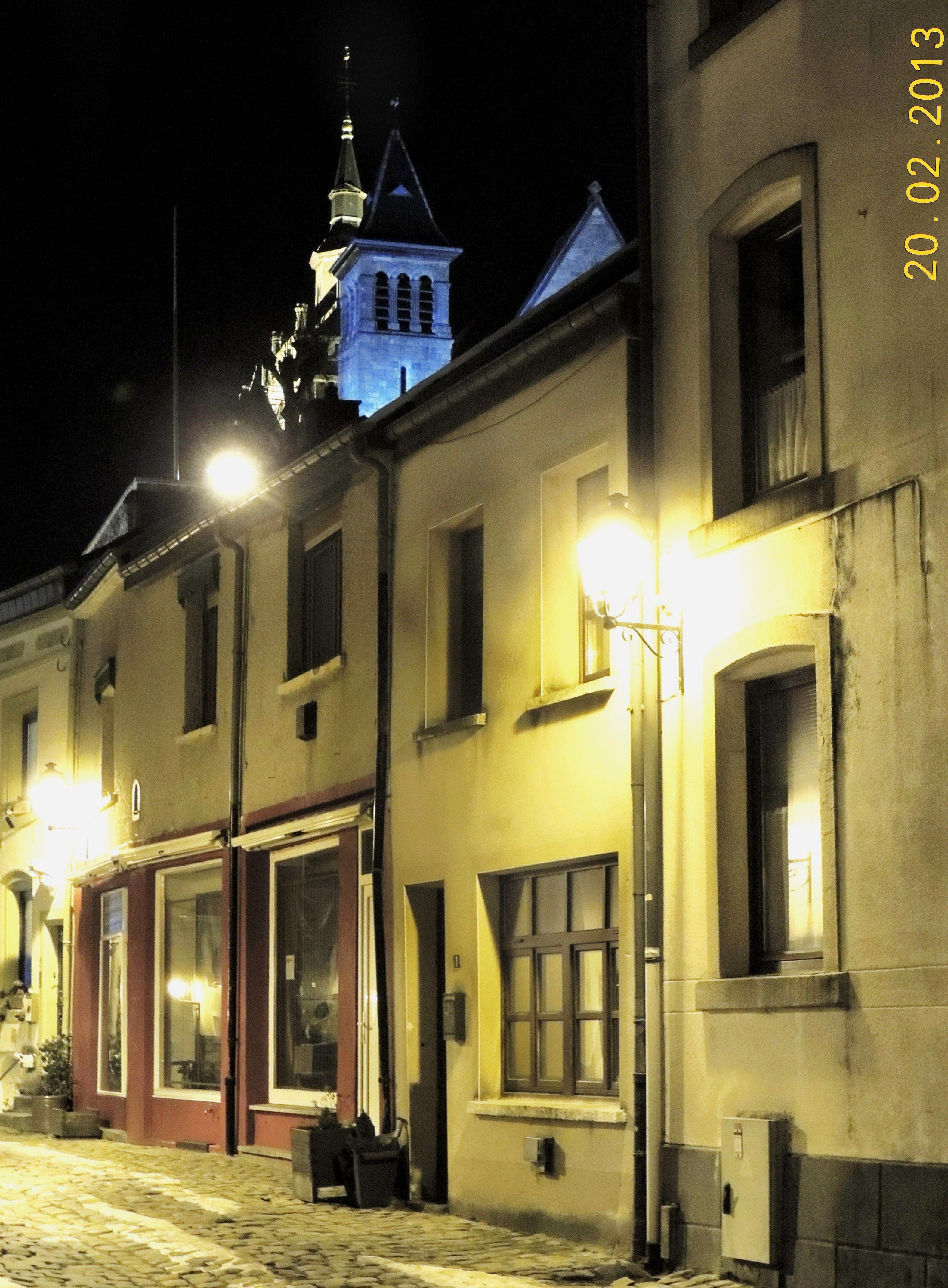
La Hetchegass, quartier historique d'Arlon.

Lorsque Léopold II arrive sur le trône, il souhaite construire des églises qui dominent l’horizon et puissent être vues de loin aux deux extrémités du pays. C'est ainsi que sont édifiées les églises Saints-Pierre-et-Paul d'Ostende et Saint-Martin d'Arlon, de 1907 à 1914, dont la flèche, qui culmine à 97 mètres de haut, lui confère le statut de bâtiment ecclésiastique le plus haut de Wallonie.
Un hôpital militaire ouvre en 1903 et devient, en 1931 la caserne Callemeyn.
Lors de la Première Guerre mondiale, le plan Schlieffen place Arlon sur la route de la Deutsches Heer allant combattre l'armée française lors de la bataille des Frontières. Le 26 août 1914, l'armée impériale allemande exécute 133 civils dont 108 déplacés depuis la bataille de Rossignol et détruit 100 bâtiments lors des atrocités allemandes commises au début de l'invasion. L'unité mise en cause est la LS -Landsturm- (Gotha). Arlon est occupée jusqu'à sa libération le 20 novembre 1918 par la 2e division américaine
Lors de la Seconde Guerre mondiale, au cours de la bataille de France, les Alliés se portent en Belgique le 10 mai 1940 et Arlon est ainsi défendue par des Français du 3e régiment de dragons portés et du 2e régiment d'automitrailleuses (unités de la 2e division légère de cavalerie du général André Berniquet). Dès la matinée, les Allemands de la 10e Panzerdivision (Generalleutnant Ferdinand Schaal) parviennent à proximité d’Arlon mais les tirs français les repoussent. Ne voulant pas perdre de temps, la 10. Panzer-Division délaisse Arlon par le nord. La ville sera prise plus tard dans la journée par le VII. Armee-Korps d'Eugen von Schobert. La ville étant une nouvelle fois occupée, le Conseil communal est destitué dès 1942 et l'année suivante est installé un siège de la Sicherheitspolizei à la rue de Virton (aujourd’hui, rue des Martyrs). Le Troisième Reich sentant la défaite approcher après le débarquement de Normandie du 6 juin 1944, se rendit coupable de nombreuses atrocités comme le 25 aout 1944 où plusieurs dizaines de civils furent déportés et abattus, parmi eux le président provincial de la Croix-Rouge de Belgique, le docteur Jean Hollenfeltz, ou le procureur du Roi André Lucion. La ville est libérée le 10 septembre par la 28e division d'infanterie américaine.
Le 1er janvier 1977, Arlon fusionne avec Autelbas, Bonnert, Guirsch, Heinsch et Toernich, à l'occasion de la fusion des communes de Belgique. En 1979, l'autoroute A4 est construite entre Stockem et Weyler, connectant Arlon à Bruxelles puis à Liège après l'ouverture de l'autoroute A26 à la fin des années 1980.

#### XXIe siècle
Le 1er mars 2004 Arlon accueille le procès de l'affaire Dutroux dans le nouveau palais de justice construit à cet effet.
Le 15 septembre 2009, découverte d'une tour romaine du rempart du 4e siècle dans la construction de l'extension du home.
Le 15 septembre 2010 : deux automotrices AM96 entrent en collision en gare d'Arlon faisant 22 blessés légers.
Le 24 mai 2024, inauguration de la place Léopold rénovée, recouvrant un parking souterrain de 200 places, rendant la place désormais piétonne.

## Héraldique
|  | La ville possède des armoiries qui lui ont été octroyées le 18 novembre 1818 et confirmées le 24 novembre 1841. À l'origine, elles étaient blasonnées en néerlandais : D'argent chargé de 5 traverses bleues sur lesquelles un lion de gueules s'élevant, le bouclier recouvert d'une couronne dorée. Ces armoiries sont celles des Comtes de Luxembourg du fait que la ville était leur possession depuis le milieu du XIIIe siècle. Le plus vieux sceau d'Arlon connu date de 1311 et montre un lion. Entretemps, les sceaux de la ville ont montré un château et une porte sans aucun bouclier ou référence aux armoiries de la ville. Pour distinguer les armoiries de celles du Luxembourg, la couleur des griffes passa de l'or au rouge dans les armes de la ville en 1841. Blasonnement : Burelées, d'argent et d'azur, au lion de gueules à la queue fourchue, couronné d'or, brochant sur le tout, l'écu timbré d'une couronne d'or. |

|  | Les armoiries de la ville, dont on peut en voir un exemplaire sur les vitraux de l’hôtel de ville (voir ci-contre), sont dérivées de celles des comtes de Luxembourg, dont Arlon était une possession depuis le milieu du XIIIe siècle. Depuis 1848, les griffes du lion sont de la même couleur que son corps, afin de distinguer les armes de la ville de celles du Grand-Duché de Luxembourg. Blasonnement : Burelé d’argent et d’azur de dix pièces, au lion de gueules, la queue fourchée et passée en sautoir, couronnée d’or, brochant sur le tout. Source du blasonnement : Lieve Viaene-Awouters et Ernest Warlop, Armoiries communales en Belgique, Communes wallonnes, bruxelloises et germanophones, t. 1 : Communes wallonnes A-L, Bruxelles, Dexia, 2002. |

## Politique et administration

### Conseil et collège communal 2024-2030
Ci-dessous, le tableau des résultats des élections communales de 2024.
| Parti | Parti       | Voix (2024) | Voix (2018) | % (2024) | % (2018) | +/-    | Sièges  | +/- | Collège |
| ----- | ----------- | ----------- | ----------- | -------- | -------- | ------ | ------- | --- | ------- |
|       | Ecolo+      | 2.808       | 3.753       | 17,76%   | 22,80%   | 5.04 % | 5 / 31  | 2.0 | Non     |
|       | PS-Citoyens | 2.382       | 2.581       | 15,07%   | 15,68%   | 0.61 % | 4 / 31  | 4.0 | Non     |
|       | MRMC        | 4.043       | 3.693       | 25,57%   | 22,43%   | 3.14 % | 8 / 31  | 2.0 | Oui     |
|       | Arlon 2030  | 6.578       | 6.436       | 41,60%   | 39,09%   | 2.51 % | 14 / 31 | 2.0 | Oui     |
| Total | Total       | 15 811      | 16 463      | 100 %    | 100 %    |        | 31      | 2.0 |         |

| Collège communal   | Nom               | Apparentement |
| ------------------ | ----------------- | ------------- |
| Bourgmestre        | Vincent Magnus    | Arlon 2030    |
| 1er Échevin        | Philippe Landrain | MRMC          |
| 2e Échevin         | Didier Laforge    | Arlon 2030    |
| 3e Échevin         | Olivier Waltzing  | MRMC          |
| 4e Échevine        | Anne Lamesch      | Arlon 2030    |
| 5e Échevine        | Patty Schmit      | MRMC          |
| 6e Échevin         | Marc Kerger       | Arlon 2030    |
| Présidente du CPAS | Sylvie Bertholet  | MRMC          |

### Sécurité
La ville fait partie de la zone de police Arlon/Attert/Habay/Martelange pour les services de police, ainsi que de la zone de secours Luxembourg pour les services de pompiers. Arlon abrite d'ailleurs l'État-major de la zone Luxembourg et son chef est le capitaine Stéphane Thiry.

### Secours
Le numéro d'appel unique pour ces services est le 112.

### Projets et grands travaux
Les projets et travaux en cours concernant la création de quartiers résidentiels, la réfection de rues, l'installation de l'égouttage manquant dans les villages, la réfection des toitures d'églises, du petit patrimoine, d'écoles, d'infrastructures sportives, la verdurisation des cimetières, la création de voies cyclables, etc. pullulent à Arlon.
Des projets plus importants ou notoires encore sont en cours en 2022 :
- transformation en profondeur de la place Léopold, avec création d'un parking souterrain ;
- création d'un parc urbain de 27 hectares à l'Hydrion, divisé en 4 zones ;
- création de deux terrains de golf avec centre touristique au château du Bois d'Arlon (privé).

## Population et société

### Démographie
La ville d'Arlon est la plus peuplée des communes de la province de Luxembourg, devant Marche-en-Famenne et Aubange. À contrario, c'est le chef-lieu le moins peuplé des dix provinces du pays.

#### Démographie: avant la fusion des communes
- Source : DGS recensements population

#### Démographie: commune fusionnée
En tenant compte des anciennes communes entraînées dans la fusion de communes de 1977, on peut dresser l'évolution suivante :
Les chiffres des années 1831 à 1970 tiennent compte des chiffres des anciennes communes fusionnées.
- Source : DGS, de 1831 à 1981=recensements population ; à partir de 1990 = nombre d'habitants chaque 1er janvier[44]

#### Démographie par localité
Au 31 décembre 2019 :
| - Arlon : 16 315 - Autelhaut : 338 - Autelbas-Barnich : 651 - Birel : - Bonnert : 1 432 - Clairefontaine : 79 - Fouches : 1 155 - Frassem : 878 - Freylange : 835 - Guirsch : 212 - Heckbous : 62 - Heinsch : 718 - Route de Luxembourg : 171 - Rosenberg : 18 - Sampont : 453 - Schoppach : 601 - Sesselich : 210 - Seymerich : 135 - Stehnen : 35 - Sterpenich : 587 - Stockem : 1 548 - Toernich : 431 - Udange : 572 - Viville : 526 - Waltzing : 1 580 - Weyler : 500 |

Au 31 décembre 2024 : 31.391 habitants 
| - Arlon : 17 310 - Autelhaut : 321 - Autelbas-Barnich : 653 - Birel : 3 - Bonnert : 1 386 - Clairefontaine : 72 - Fouches : 1 193 - Frassem : 890 - Freylange : 863 - Guirsch : 210 - Heckbous : 53 - Heinsch : 805 - Route de Luxembourg : 194 - Rosenberg : 23 - Sampont : 424 - Schoppach : 660 - Sesselich : 197 - Seymerich : 138 - Stehnen : 34 - Sterpenich : 608 - Stockem : 1 653 - Toernich : 436 - Udange : 613 - Viville : 561 - Waltzing : 1 543 - Weyler : 548 |

### Langues
Le recensement de 1846 n'enquêta que sur la langue couramment employée. À partir de 1866, le recensement portait sur la connaissance des différentes langues nationales. À partir de 1910, on questionnait sur la connaissance, mais également sur la langue utilisée le plus fréquemment, sans pour autant spécifier dans quel contexte (vie privée, publique, professionnelle).
Langues exclusivement connues :
Langue exclusivement ou le plus fréquemment parlée :

### Enseignement

#### Primaire et secondaire
La ville compte 21 écoles primaires, pour 5 écoles secondaires :
- Athénée royal d'Arlon (ARA)

- Institut Cardijn-Lorraine (Aumôniers du travail)

- Institut Notre Dame (INDA)

- Institut Sainte Marie Arlon (ISMA)

- Institut Technique Étienne Lenoir Arlon (ITELA)

#### Supérieur
La ville compte deux hautes écoles et le Département des Sciences et Gestion de l'Environnement de l'Université de Liège.
Les deux hautes écoles sont des implantations de l'Henallux sur le campus Callemeyn et de la Haute École Robert Schuman sur le campus Weyler. Le campus arlonais de l'Université de Liège est dédié aux sciences et gestion de l'environnement.

### Cultes
La commune est très majoritairement catholique même si la pratique de la religion est en baisse comme partout en Belgique. Arlon fait partie du diocèse de Namur et du doyenné d'Arlon. La ville est cependant le seul endroit de la province de Luxembourg à disposer d'une synagogue. La ville dispose également d'une mosquée et d'un temple protestant..

### Jumelages
La ville d'Arlon est jumelée avec :
| Ville | Ville                | Pays | Pays        |
| ----- | -------------------- | ---- | ----------- |
|       | Alba                 |      | Italie      |
|       | Bitbourg             |      | Allemagne   |
|       | Diekirch             |      | Luxembourg  |
|       | Hayange              |      | France      |
|       | Market Drayton       |      | Royaume-Uni |
|       | Saint-Dié-des-Vosges |      | France      |
|       | Sullana              |      | Pérou       |
|       | Sulphur              |      | États-Unis  |

### Sports

#### Clubs
| Nom                  | Sport                | Division           | Stade/Salle                                                                                              | Fondation |
| -------------------- | -------------------- | ------------------ | --- | --------- |
| FC Arlon             | Football             | P2 Luxembourg      | Stade Yves Lemaire                                                                                       | 1972      |
| RE Fouches           | Football             | P3 Luxembourg      | Terrain de Fouches                                                                                       | 1938      |
| RJ Freylangeoise     | Football             | P3 Luxembourg      | Terrain de Freylange                                                                                     | 1919      |
| US Waltzing          | Football             | P3 Luxembourg      | Stade Armand Collès                                                                                      | 1973      |
| Jeunesse Autelbas    | Football             | P3 Luxembourg      | Terrain d'Autelbas-Barnich                                                                               | 1971      |
| CS Toernich          | Football             | P2 Luxembourg      | Terrain de Toernich/Beau Site                                                                            | 1970      |
| TT Schoppach-Arlon   | Tennis de Table      | P1 à P7 Luxembourg | Salle Omnisports de l'Institut Cardijn Lorraine et Salle de gymnastique de l'École Saint-Bernard à Arlon | 1963      |
| Cyclo Club Weyler    | Cyclotourisme et VTT |                    | | 1976      |
| Tennis Club Garisart | Tennis et padel      |                    | Infrastructures sur la zone artisanale de Weyler                                                         | 1981      |

## Culture et patrimoine

### Patrimoine immatériel
La ville accueille plusieurs manifestations comme :
- La Fête du Maitrank

La Fête du maitrank est une festivité locale ayant lieu chaque année au mois de mai. Elle est très populaire et attire la foule de tous horizons. Elle se caractérise par la traditionnelle fontaine de maitrank qui annonce l'ouverture des festivités le samedi ; s'ensuivent des animations dans toute la ville, des concerts et un bal le samedi soir sur la place Léopold. Le centre-ville est occupé par des stands vendant le traditionnel breuvage local jusqu'au dimanche soir.
- Le carnaval d'Arlon

Le carnaval d'Arlon est une fête traditionnelle durant laquelle de nombreux chars défilent dans le centre-ville. Le soir, un grand bal est organisé sur la place principale. Il est, avec les fêtes du maitrank, une des grandes attractions de la ville.
- Les Faaschtebounen

Tradition visant à fêter les jeunes mariés de l'année par les enfants de la ville allant réclamer des friandises et un peu d'argent en chantant « T ass Gléck an ärem Haus, Geheit d'Faaschtebounen erauset ».
- Les Aralunaires

Le festival des « Aralunaires » est récemment venu compléter l'offre culturelle de la ville en proposant, durant une semaine, une grande variété de concerts organisés dans différents lieux de la ville.
- Le carillon de la Knippchen

Dans le clocher de l'église Saint-Donat se trouve un carillon qui joue chaque heure du jour la célèbre chanson locale À Arlon sur la Knippchen composée par Mathias Schou (1747-1824), violoneux mal-voyant itinérant originaire de l'actuel Grand-Duché de Luxembourg. Elle est reconnue comme « hymne » officieux de la province de Luxembourg et fut également adaptée en tant qu'hymne par le Régiment des Chasseurs Ardennais.

### Patrimoine civil

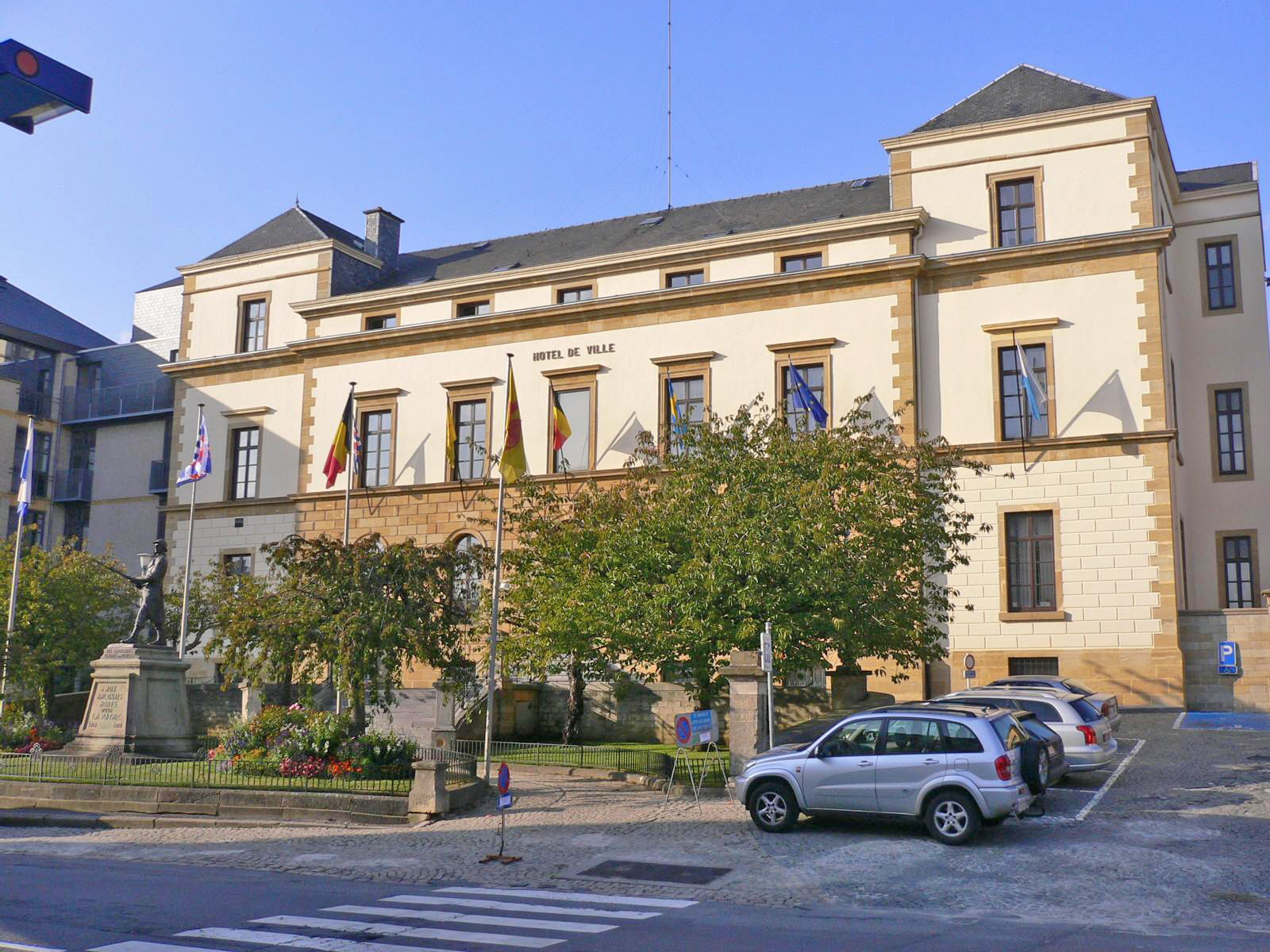
L'hôtel de ville, avant transformation de la place.
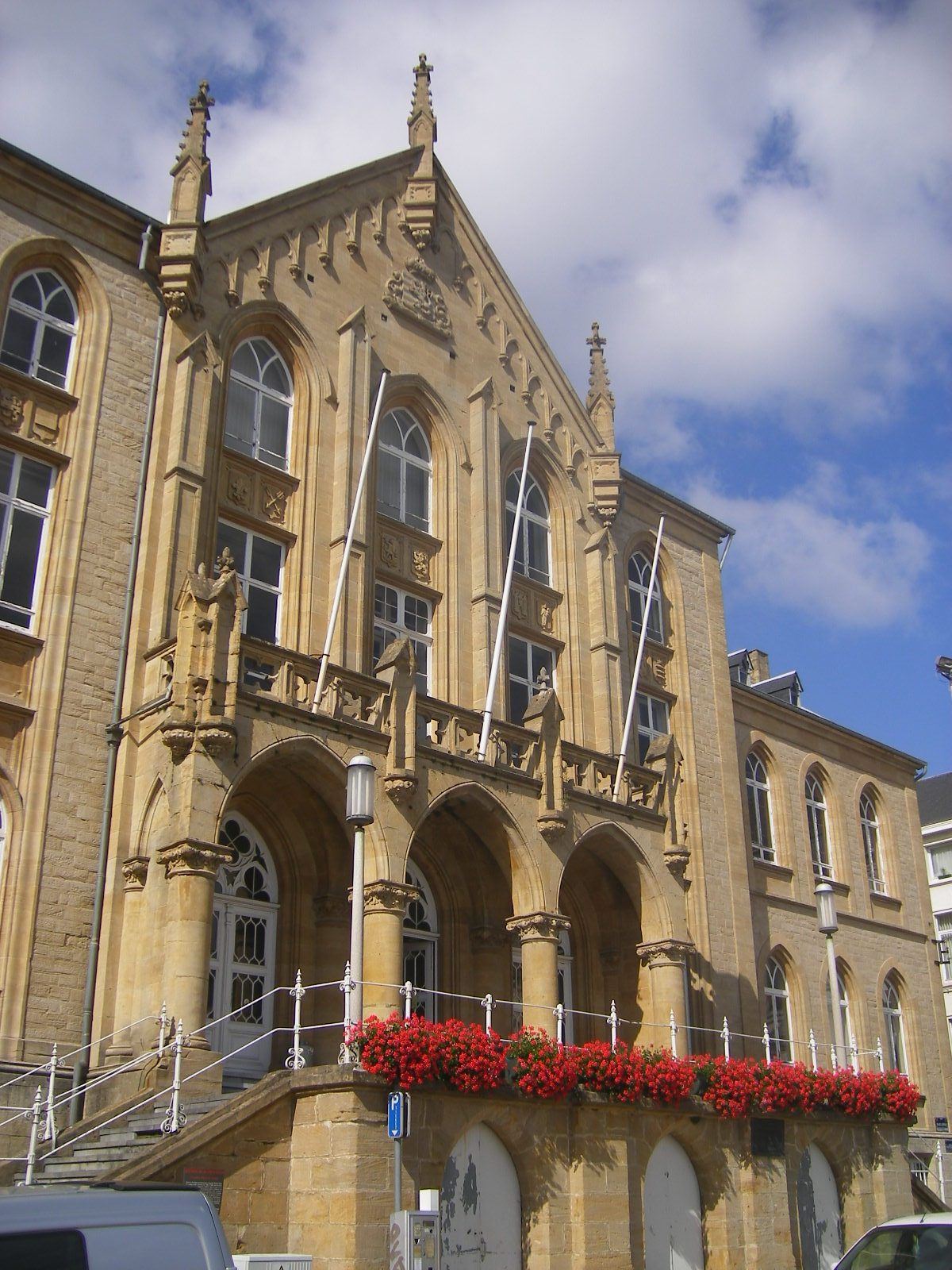
L'ancien palais de Justice, place Léopold.
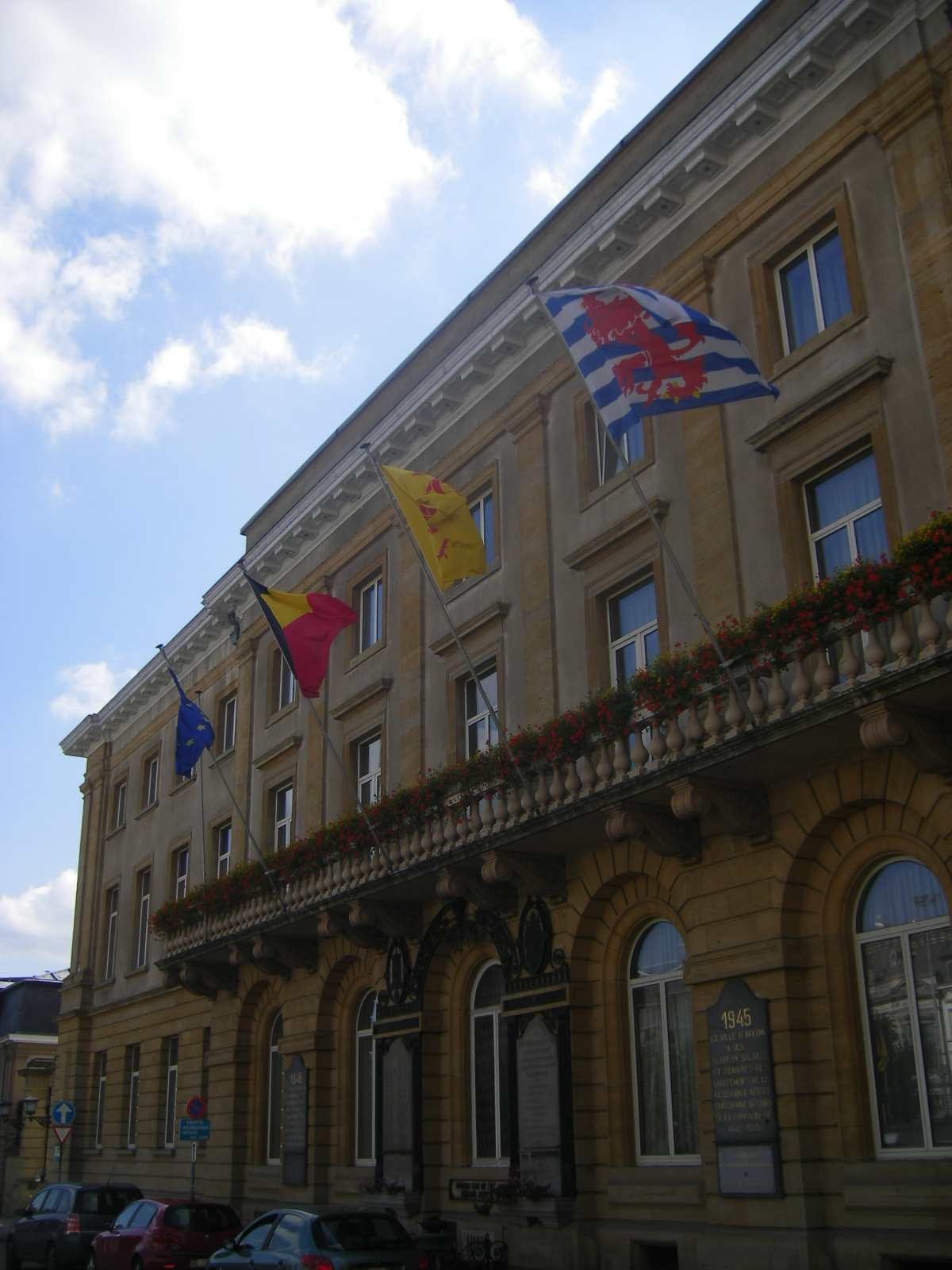
Le palais provincial d'Arlon, place Léopold.

### Patrimoine religieux
Une grande partie du patrimoine culturel d'Arlon est religieux: les églises Saint-Donat et Saint-Martin. Sur la Knippchen et autour : l'église Saint-Donat: le chemin de Croix et l'ancien portail Saint-Martin. Ailleurs dans la ville, la chapelle Sainte-Croix et la synagogue. Le cimetière, avec une section juive, est également de grande ancienneté et comprend d’intéressants monuments funéraires.
Les différents édifices religieux de la commune sont les suivants :
- Arlon :
  - la synagogue, plus ancienne de Belgique
  - l'église Saint-Martin
  - l'église Saint-Donat
  - l'église du Sacré-Cœur
  - la chapelle Saint-Bernard, au Galgenberg
  - la mosquée
- Autelbas-Barnich : l'église Saint-Willibrord
- Autelhaut : la chapelle Saint-Nicolas
- Bonnert : l'église Saint-Luc
- Clairefontaine : la chapelle Notre-Dame du Bel Amour
- Fouches : l'église Saint-Hubert
- Frassem : l'église Saint-Valentin
- Freylange : l'église Saint-Paulin
- Guirsch : l'église Saint-Willibrord
- Heckbous : la chapelle Saint-Aubin
- Heinsch : l'église Notre-Dame du Rosaire
- Sampont: l'église Saint-Michel
- Sesselich : la chapelle Saint-Rombaut
- Sterpenich : l'église Sainte-Aldegonde
- Stockem : l'église Sainte-Walburge
- Toernich : l'église Saint-Denis
- Udange : l'église Saint-Servais
- Viville : l'église Notre-Dame de la Paix
- Waltzing : l'église Saint-Bernard
- Weyler : l'église Saint-Laurent

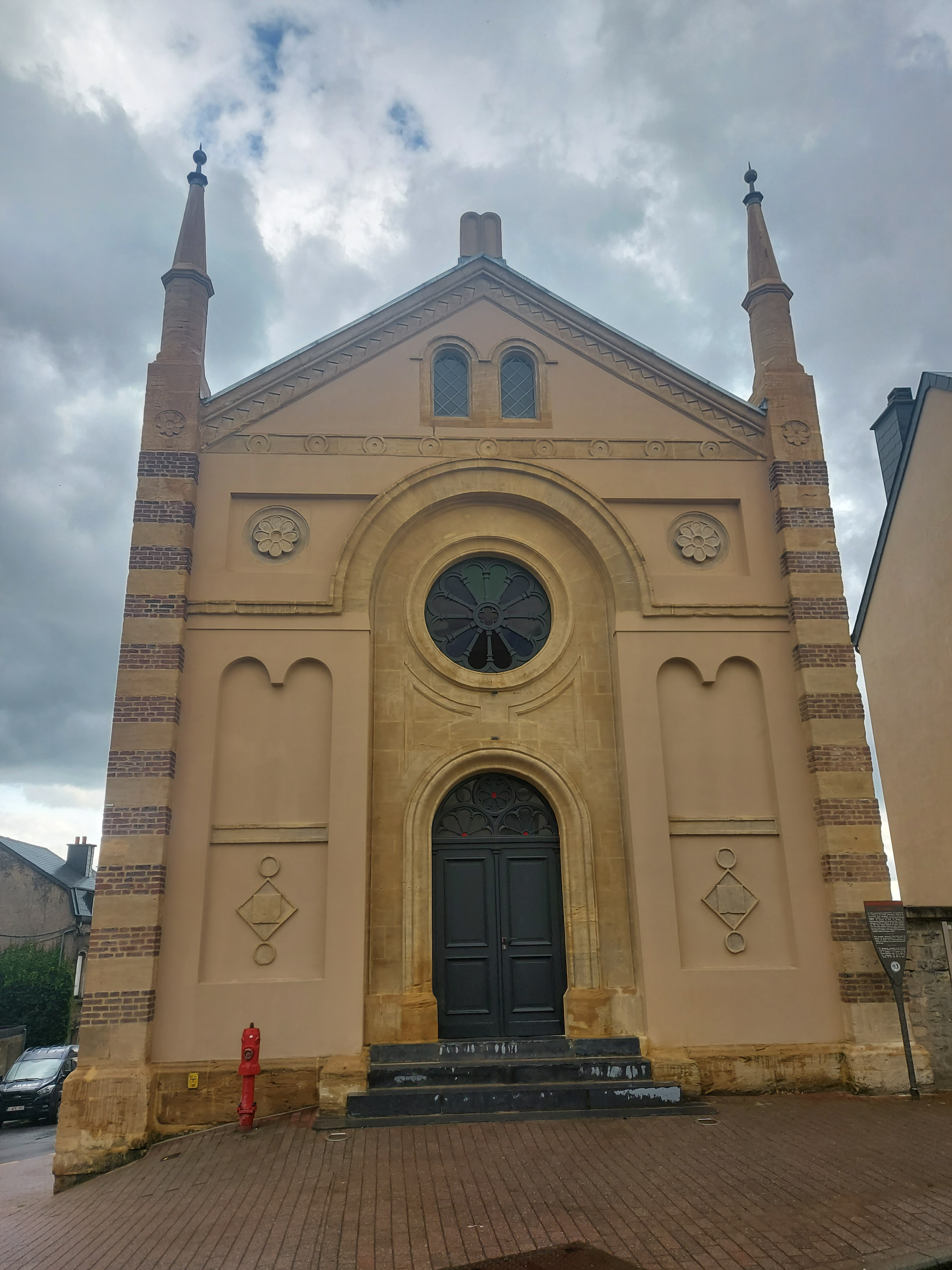
La synagogue d'Arlon.
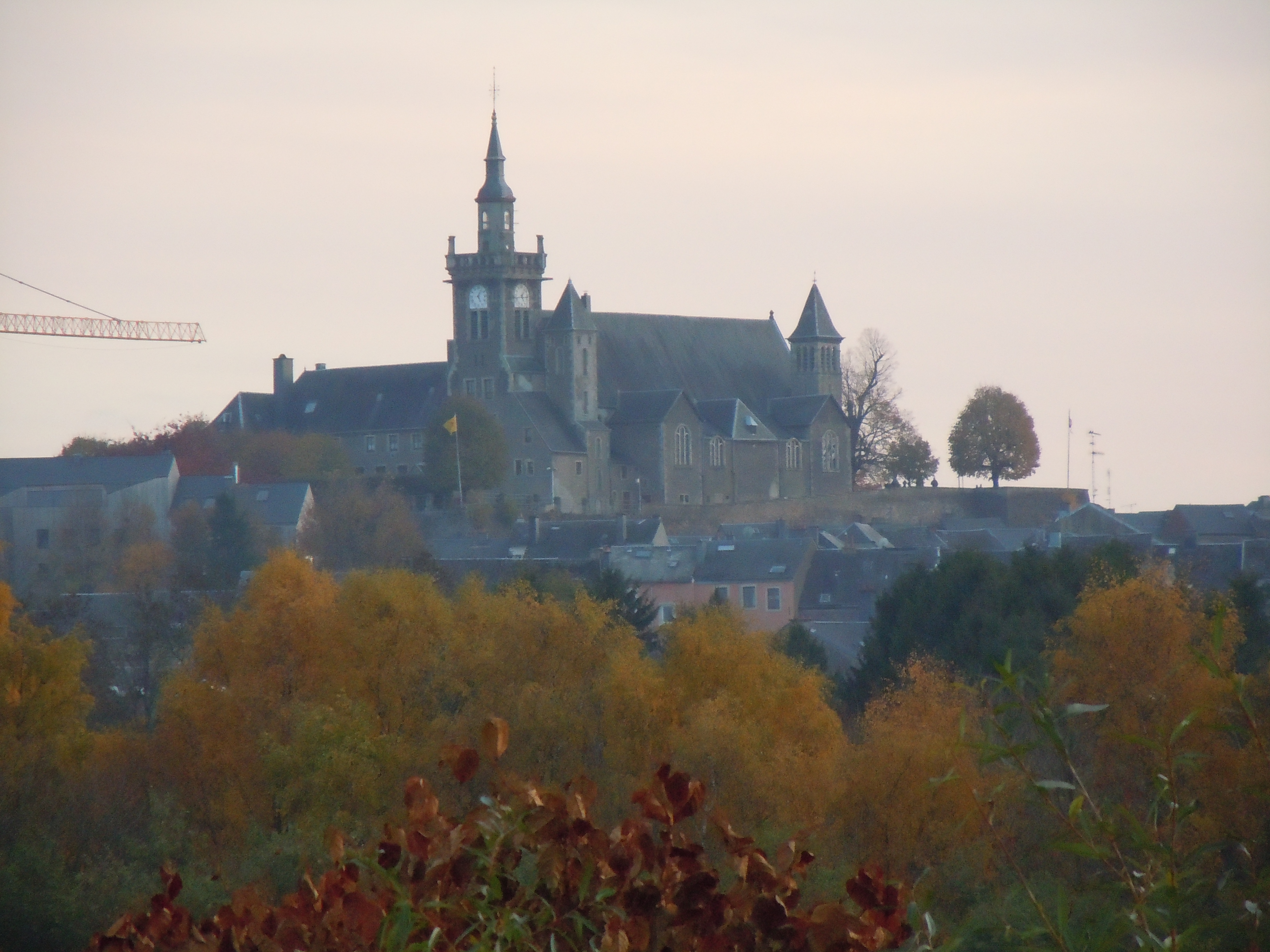
L'église Saint-Donat sur la Knippchen.
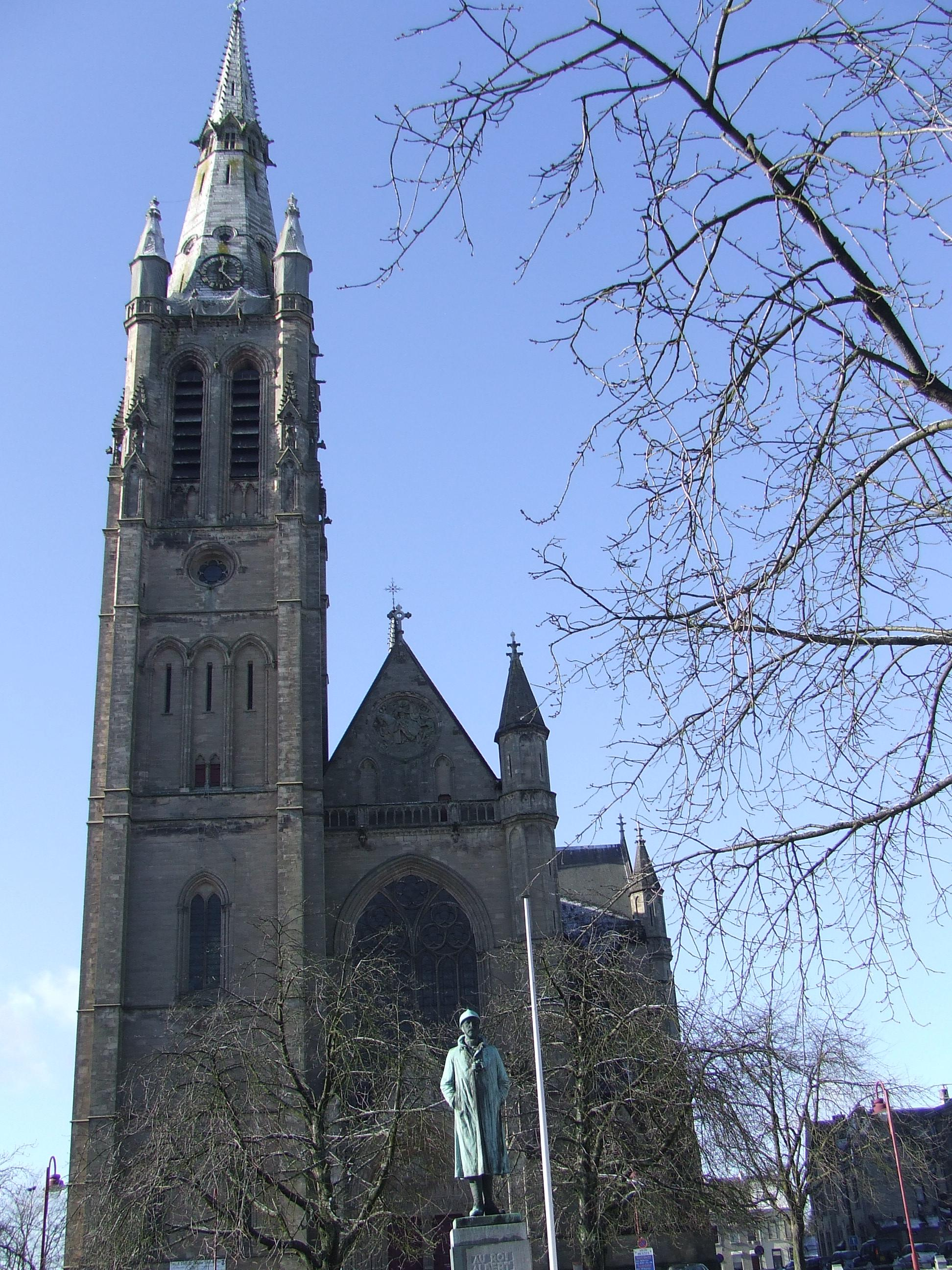
L'église Saint-Martin.
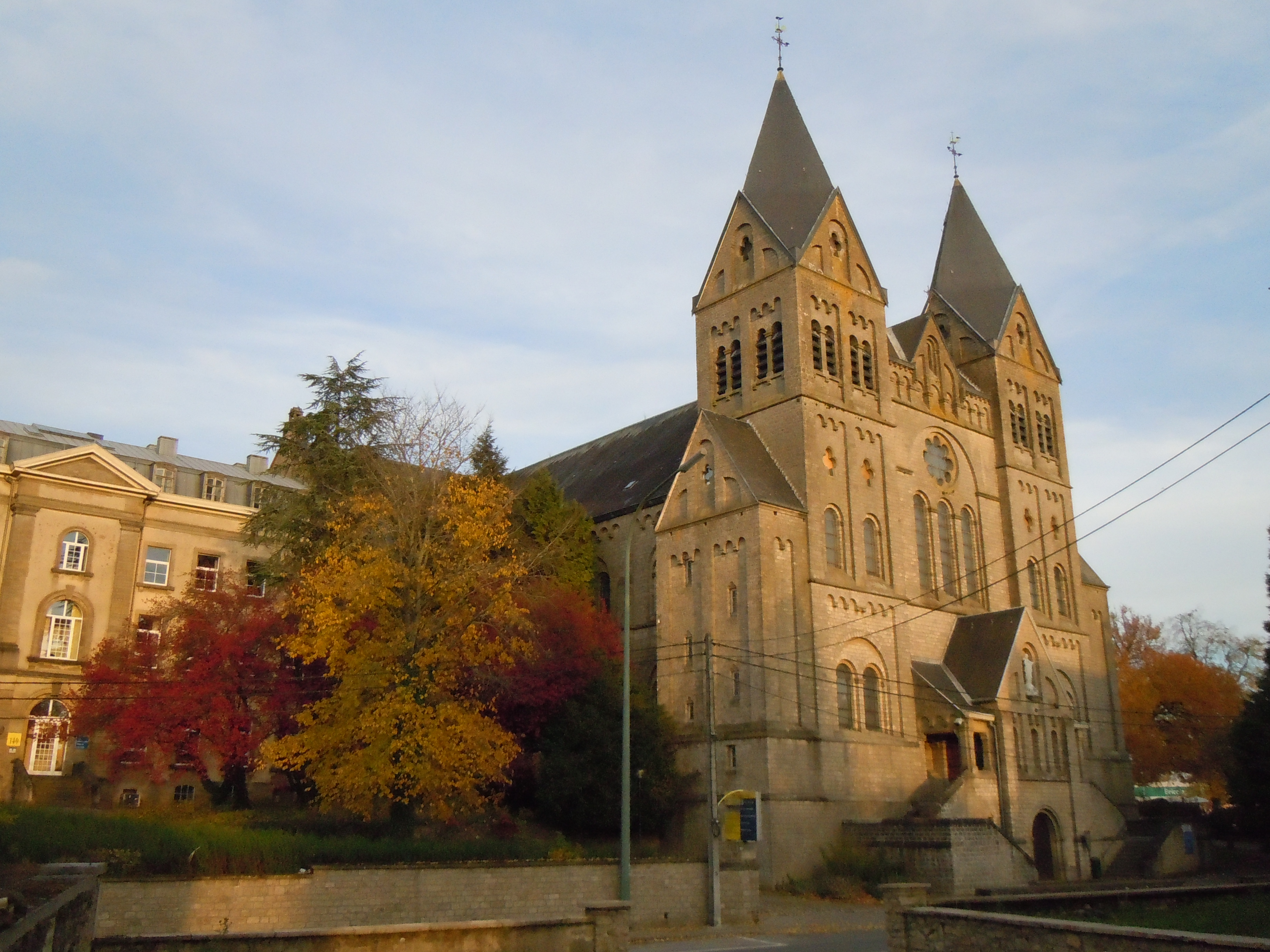
L'église du Sacré-Cœur, rue des Déportés.

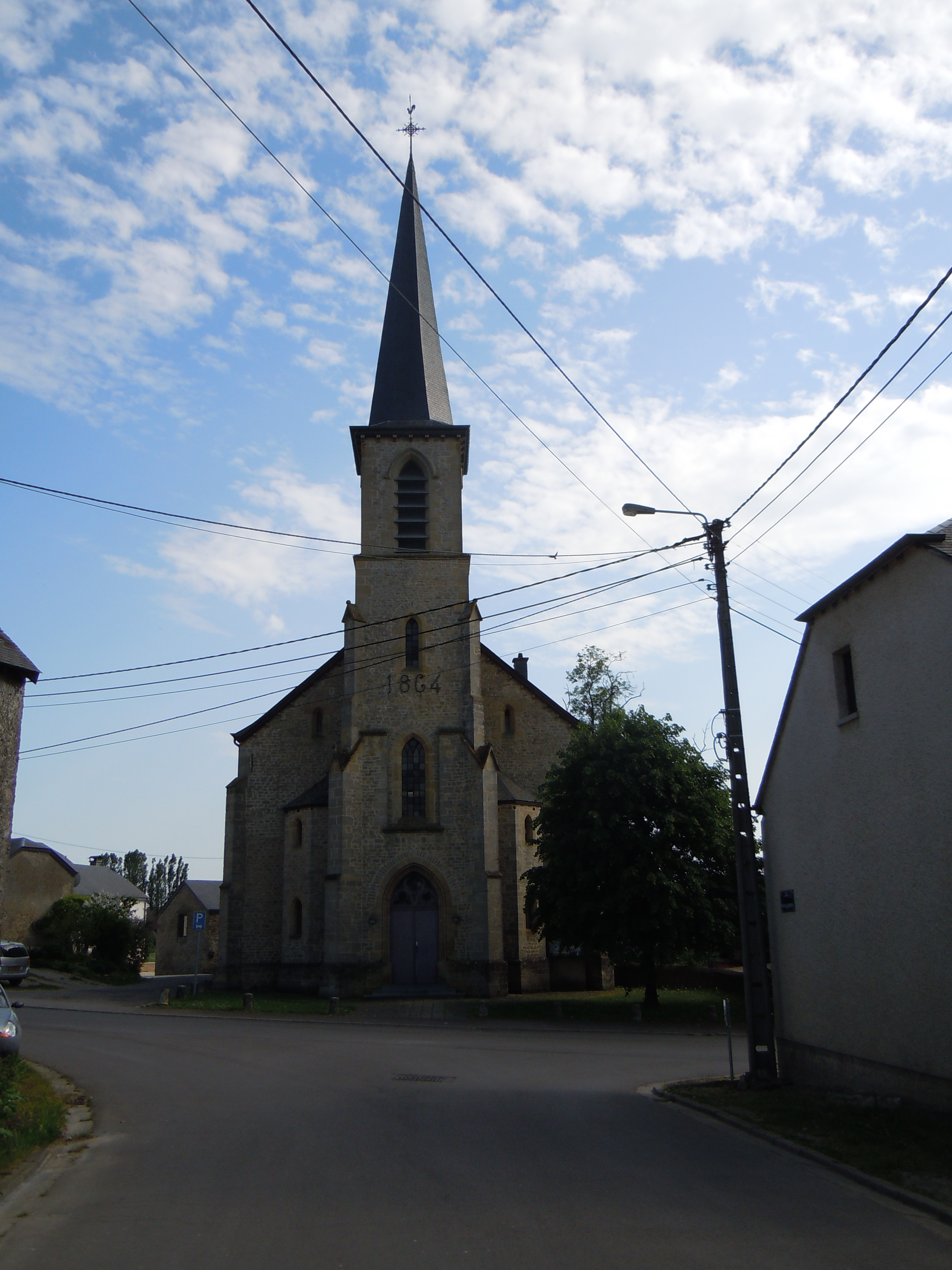
L'église Saint-Willibrord d’Autelbas-Barnich.
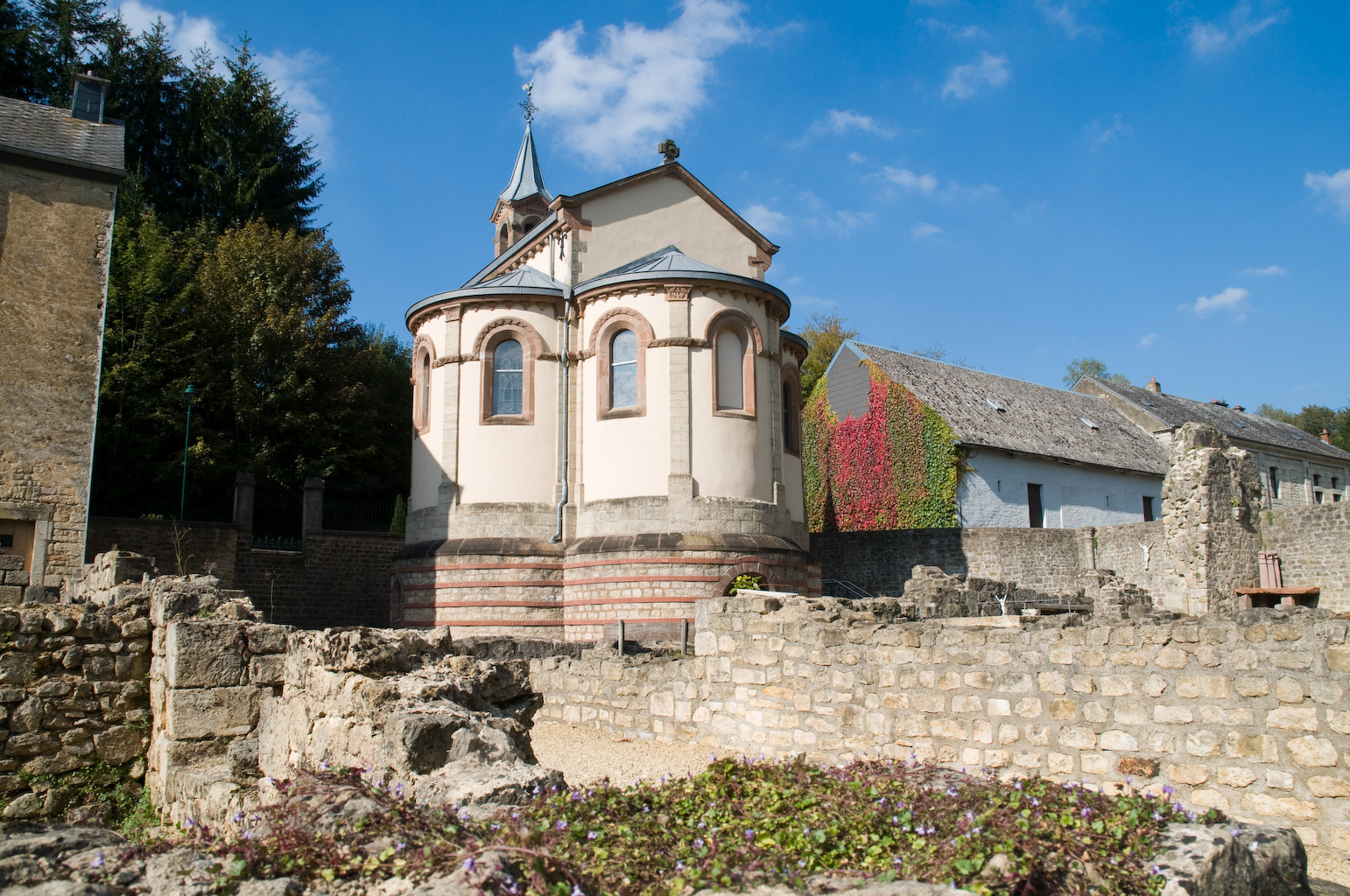
L'abbaye de Clairefontaine et la chapelle.
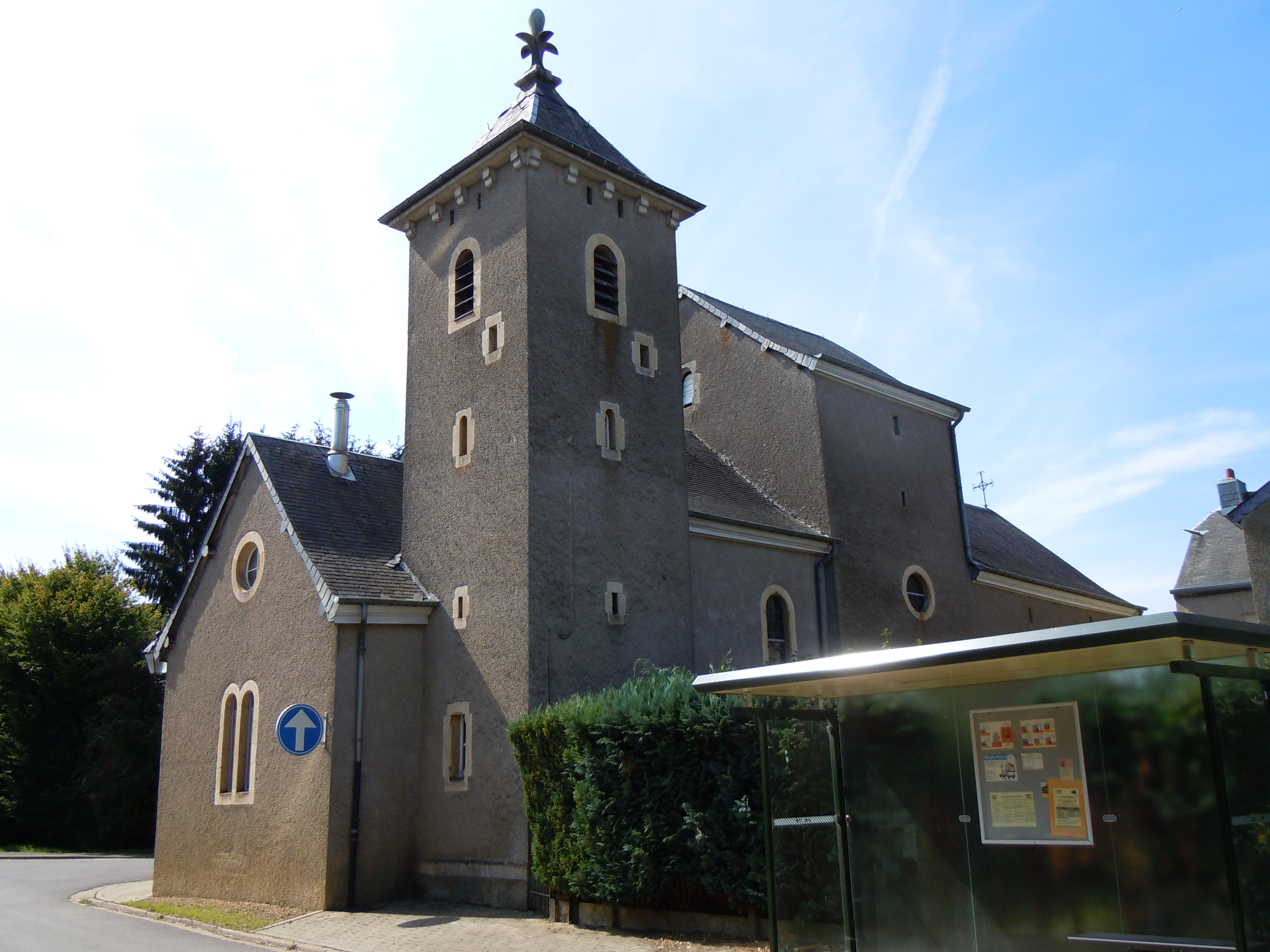
La chapelle Saint-Nicolas à Autelhaut.

### Châteaux
Châteaux d'Autelbas (ruines), du Bois d'Arlon (événementiel), de Guirsch (privé), de Sterpenich (privé).

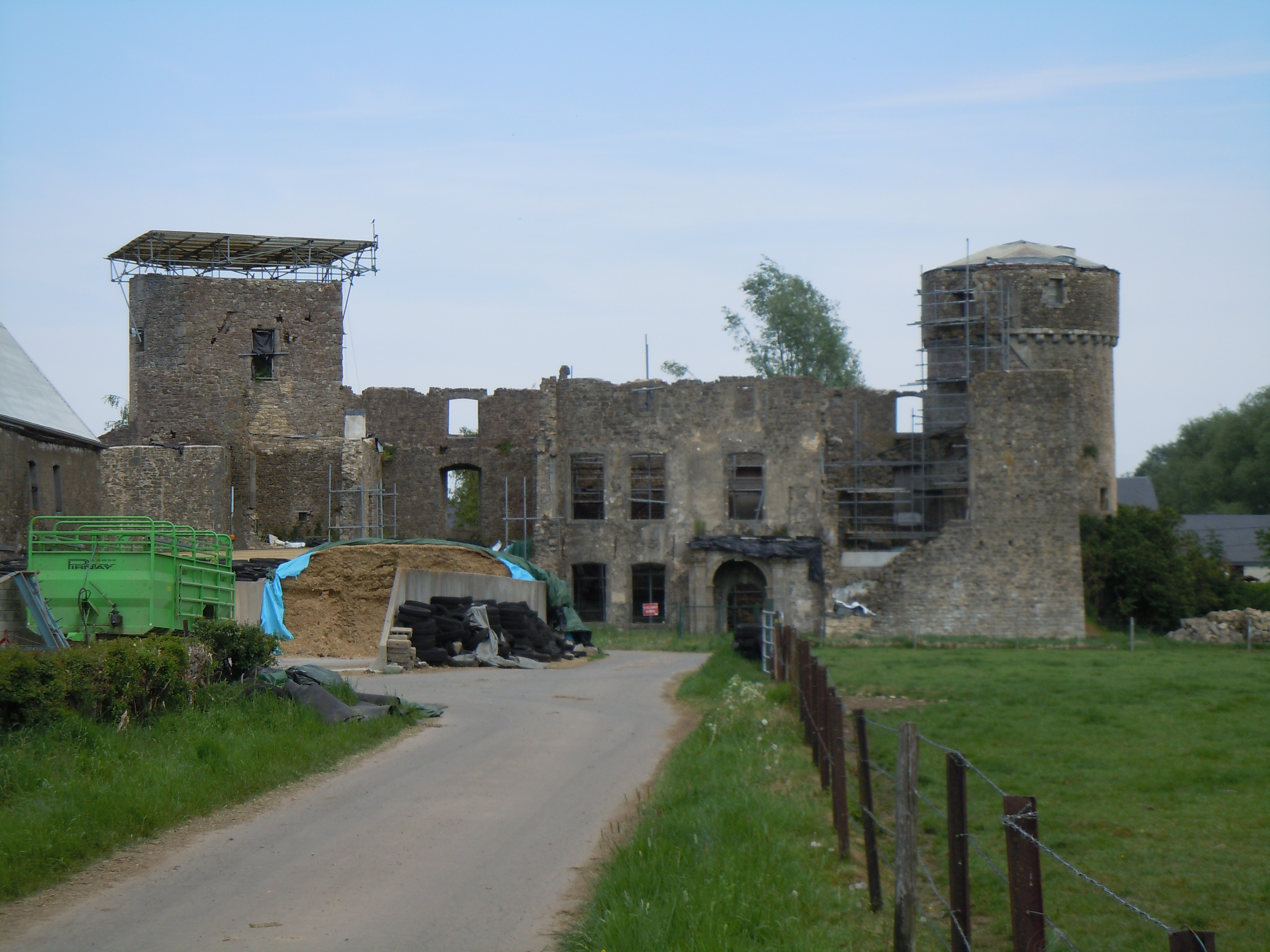
Autelbas.
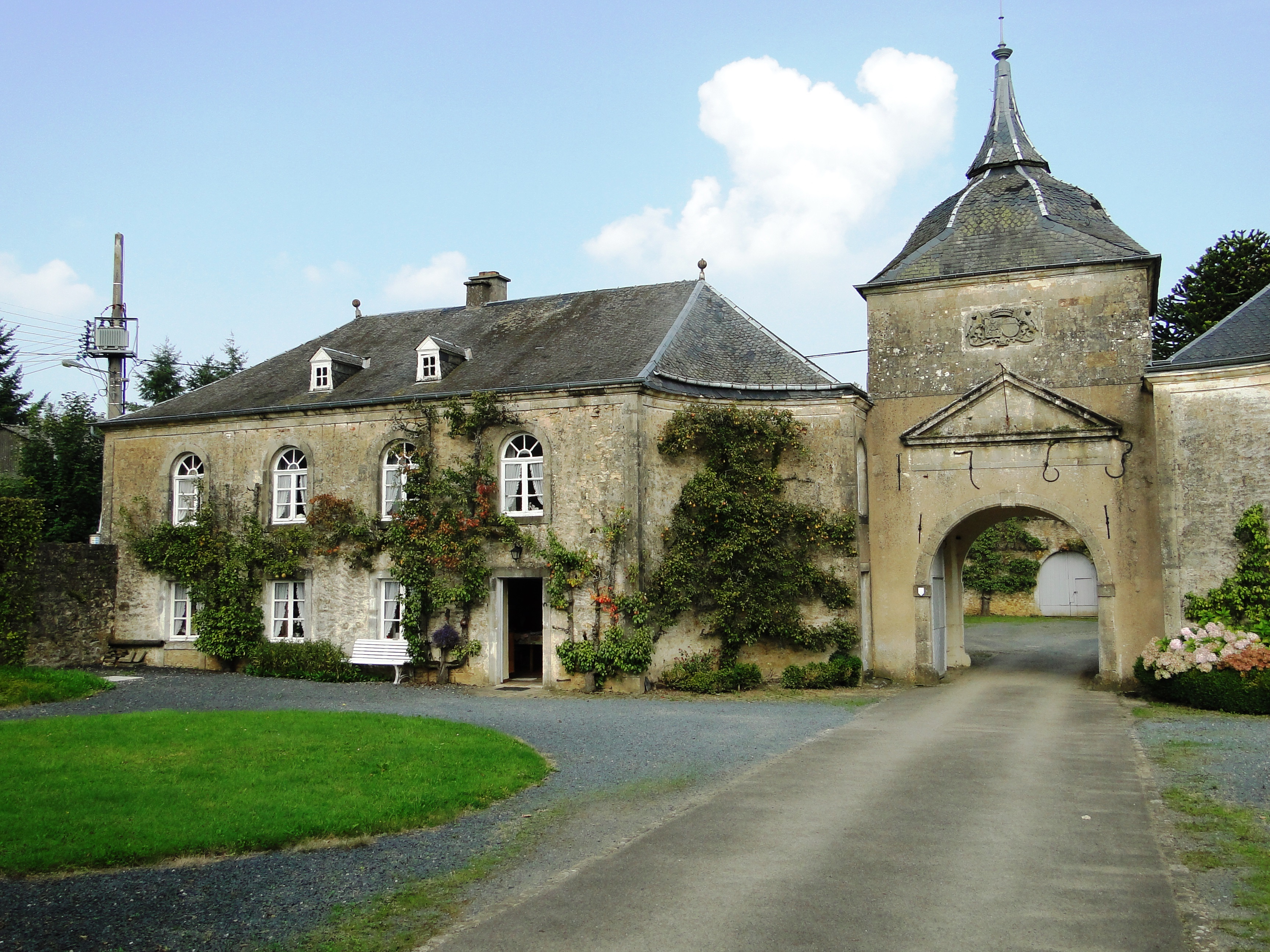
Guirsch.
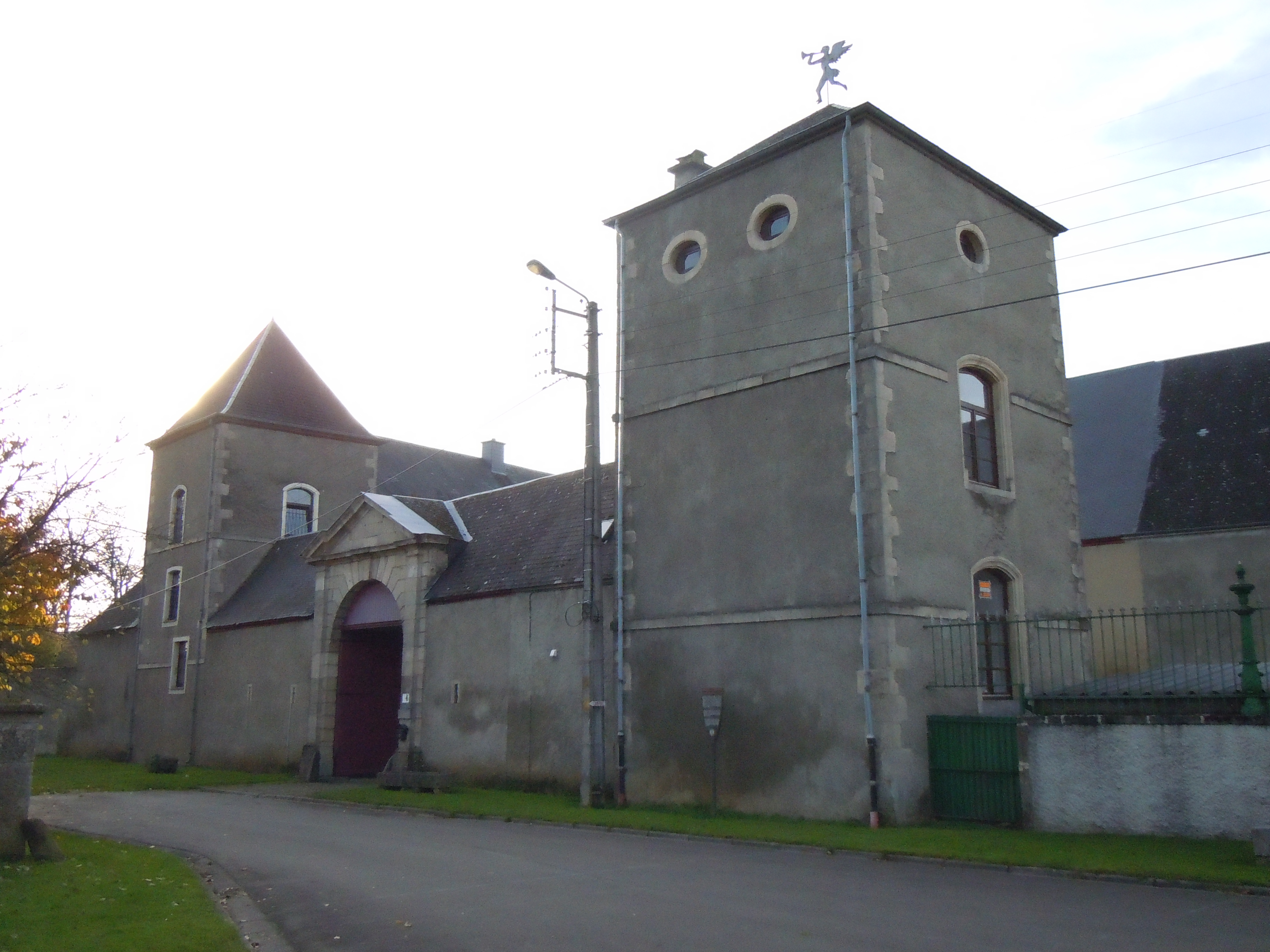
Sterpenich.

### Monuments

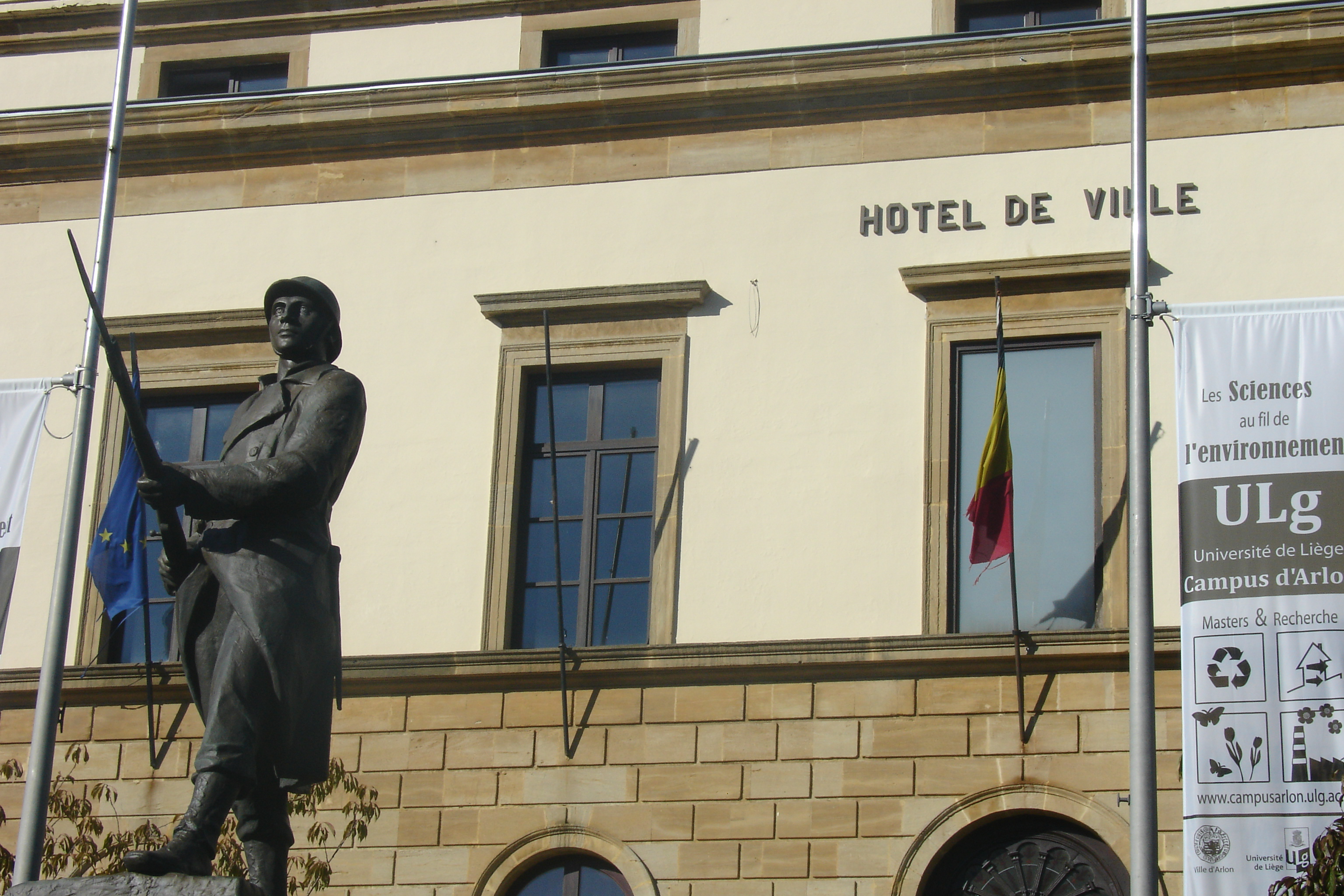
Le Jass

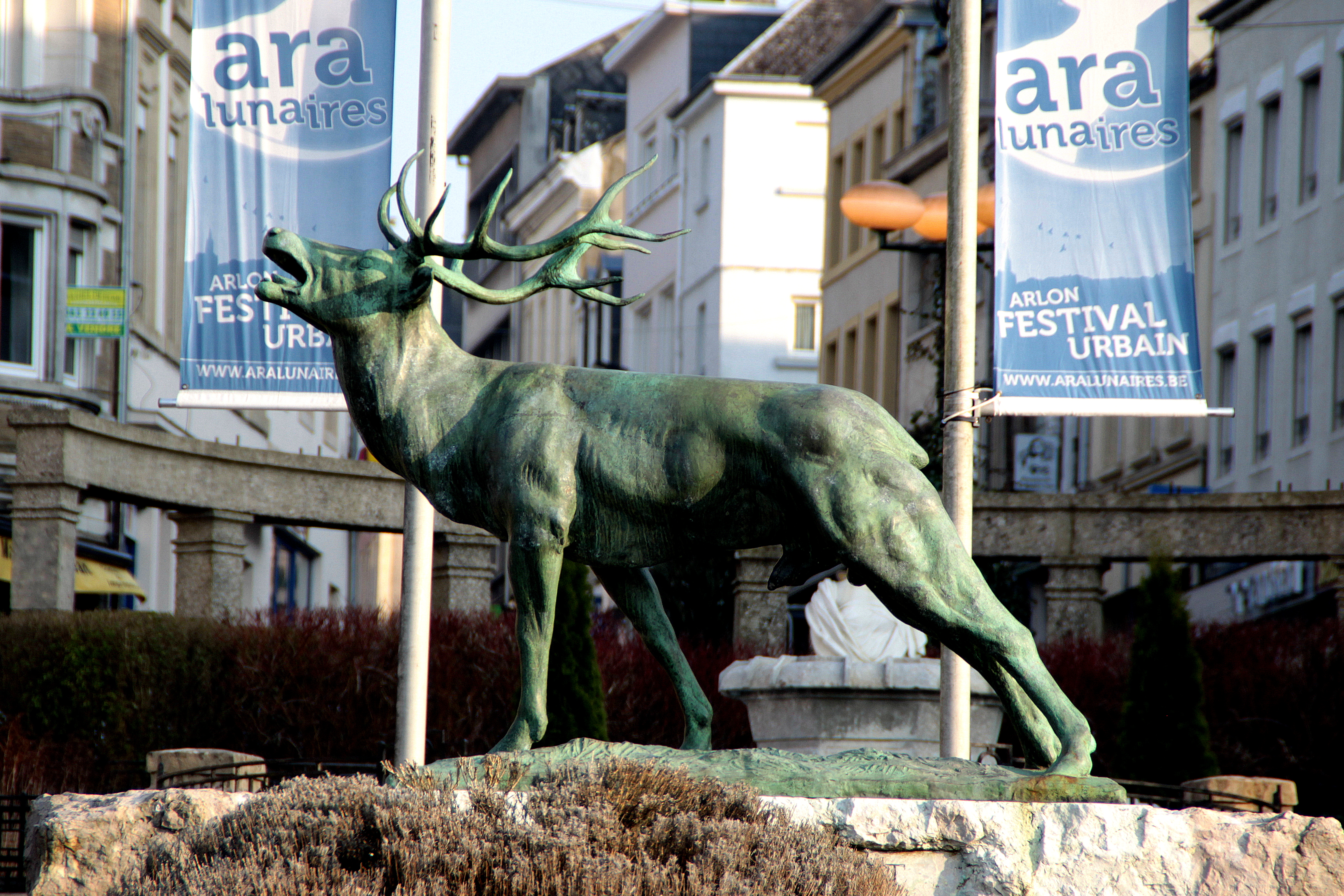
L'appel de la forêt

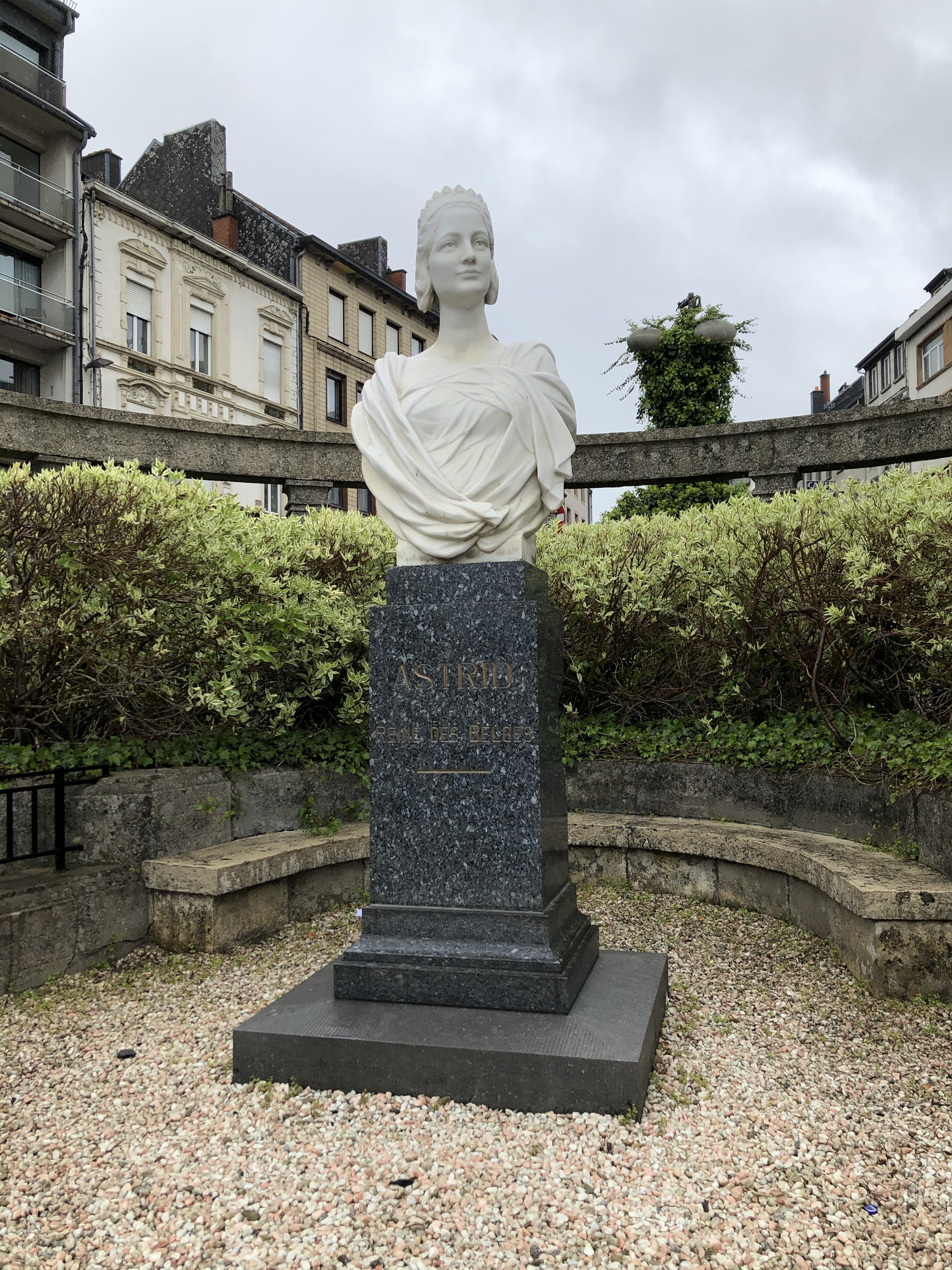
Astrid, reine des Belges

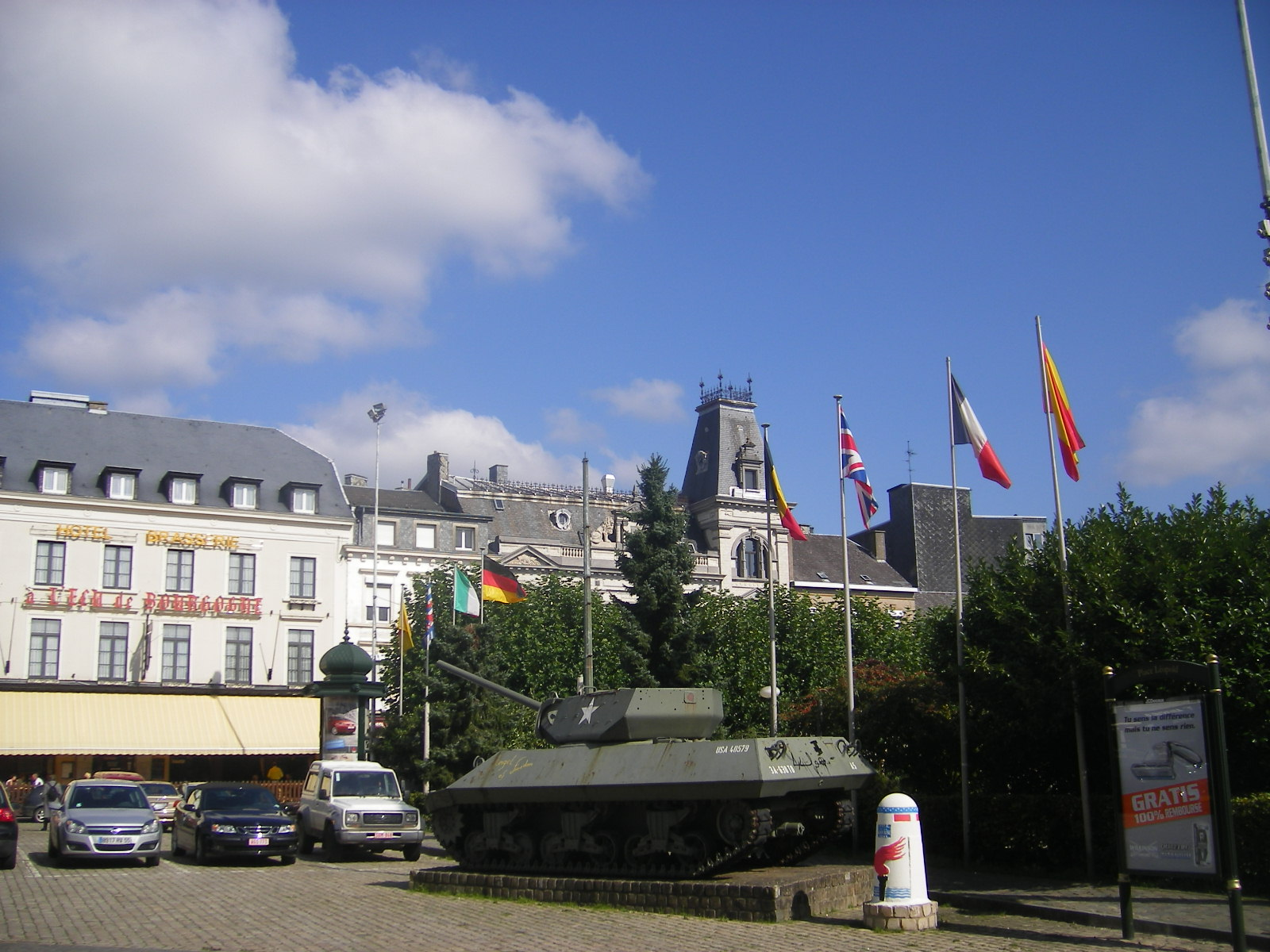
Le char américain M10 et
la borne no 1106 de la voie de la Liberté lorsqu'ils se trouvaient encore sur la Place Léopold

- Le Jass, monument à la mémoire des arlonais morts (combattants, déportés et fusillés) durant la guerre 1914-1918. Cette statue de bronze de 2,30 m est située en face de l'hôtel de ville, rue Reuter.
- Le monument L'appel de la forêt, situé au square Astrid. Ce monument est parfois nommé le Cerf bramant, mais les Arlonais parlent simplement du Cerf. C'est une œuvre du sculpteur Jean Gaspar.
- Le buste de la reine Astrid, au square Astrid, par Victor Demanet.
- La statue de la reine Elisabeth, au croisement de la rue du Bastion et de la rue du Marquisat.
- Le monument Albert Ier, au square Albert Ier.
- Le buste de Paul Reuter, ancien bourgmestre d'Arlon, au square Elisabeth.
- Le monument aux morts du 10e régiment de ligne, rue Godefroid Kurth.
- Le monument aux Chasseurs ardennais, rue Godefroid Kurth.
- Le monument à Étienne Lenoir, désormais visible dans le parc du Musée Gaspar.
- Le monument au lieutenant Félix Louis Liedel, au carrefour formé par la rue Godefroid Kurth, l'avenue de Longwy, la route de Mersch et la route de Bastogne.
- Le monument en hommage à Léopold II de Belgique, au carrefour de la Spetz.
- Le monument Baron Édouard Orban de Xivry, au croisement des rues Jean-Baptiste Nothomb, Joseph Netzer et Général Molitor.
- Le monument à la mémoire des fusillés de Rossignol, au pied du pont de Schoppach à proximité de la gare d'Arlon.
- Le monument aux morts (1914-1918), place Léopold.
- Le monument en l'honneur du Général Patton, au croisement de la rue de Bastogne et de la rue du dispensaire; ainsi que des plaques commémoratrices du passage des troupes et des blindés de Patton à l'avenue du Général Patton. Depuis 2023, on y retrouve le char étatsunien M10, précédemment situé place Léopold[50].
- Arlon se situe sur l'itinéraire de la voie de la Liberté. On dénombre douze bornes de la voie de la liberté sur le territoire de la commune.
- La sculpture Den Hellechtsmann de l'artiste Fernand Tomasi, au bas de la Knippchen.

### Musées
La ville abrite le Musée archéologique d'Arlon riche en vestiges gallo-romains (la collection lapidaire est la plus riche de Belgique) et en vestiges mérovingiens, ainsi que le musée Gaspar, plus centré sur l'histoire de l'art, qui est aussi le siège de l'Institut archéologique du Luxembourg et de sa bibliothèque. Le village de Weyler accueille le musée du cycle.

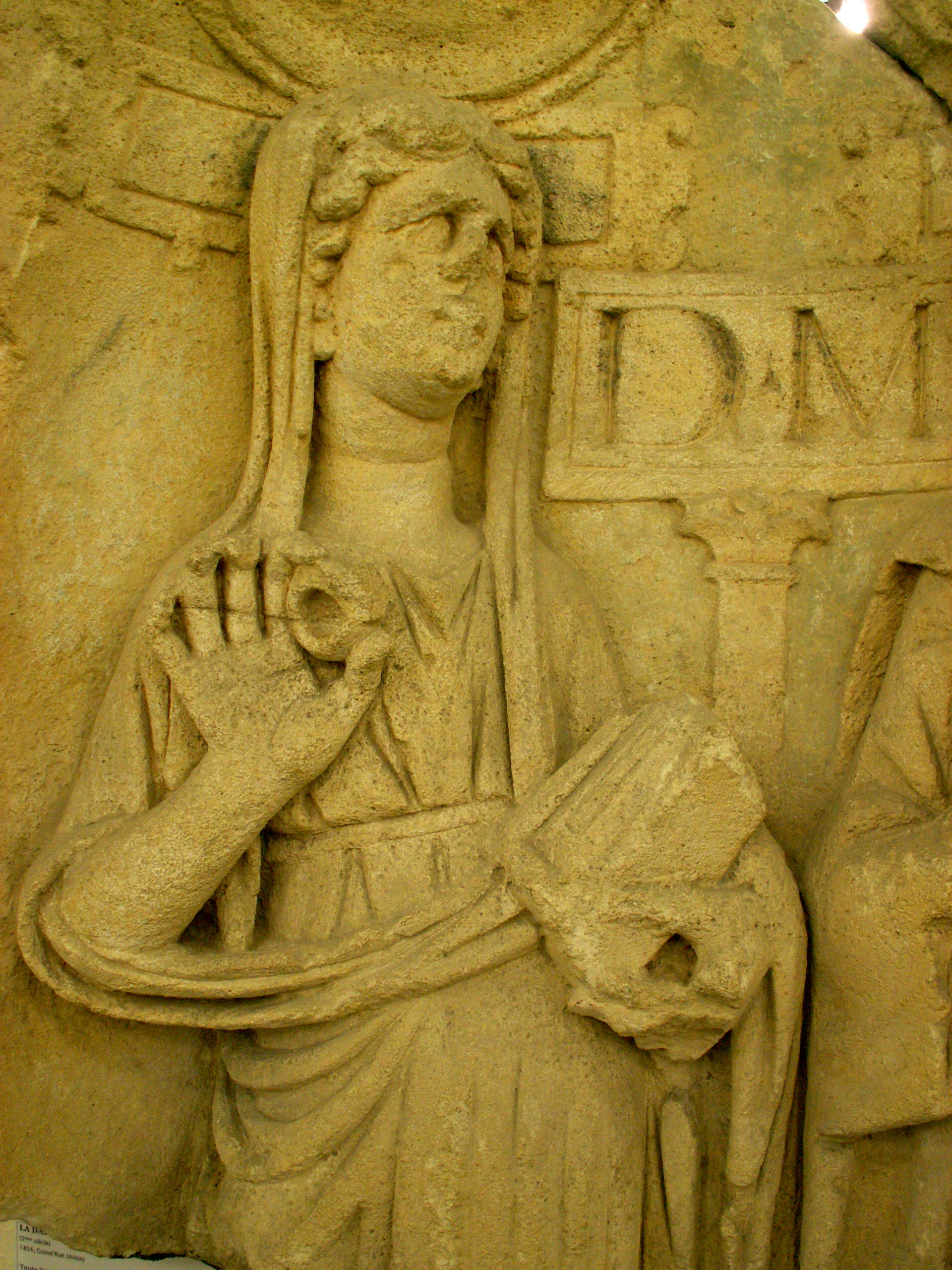
Bas-relief de la Dame à l'Anneau
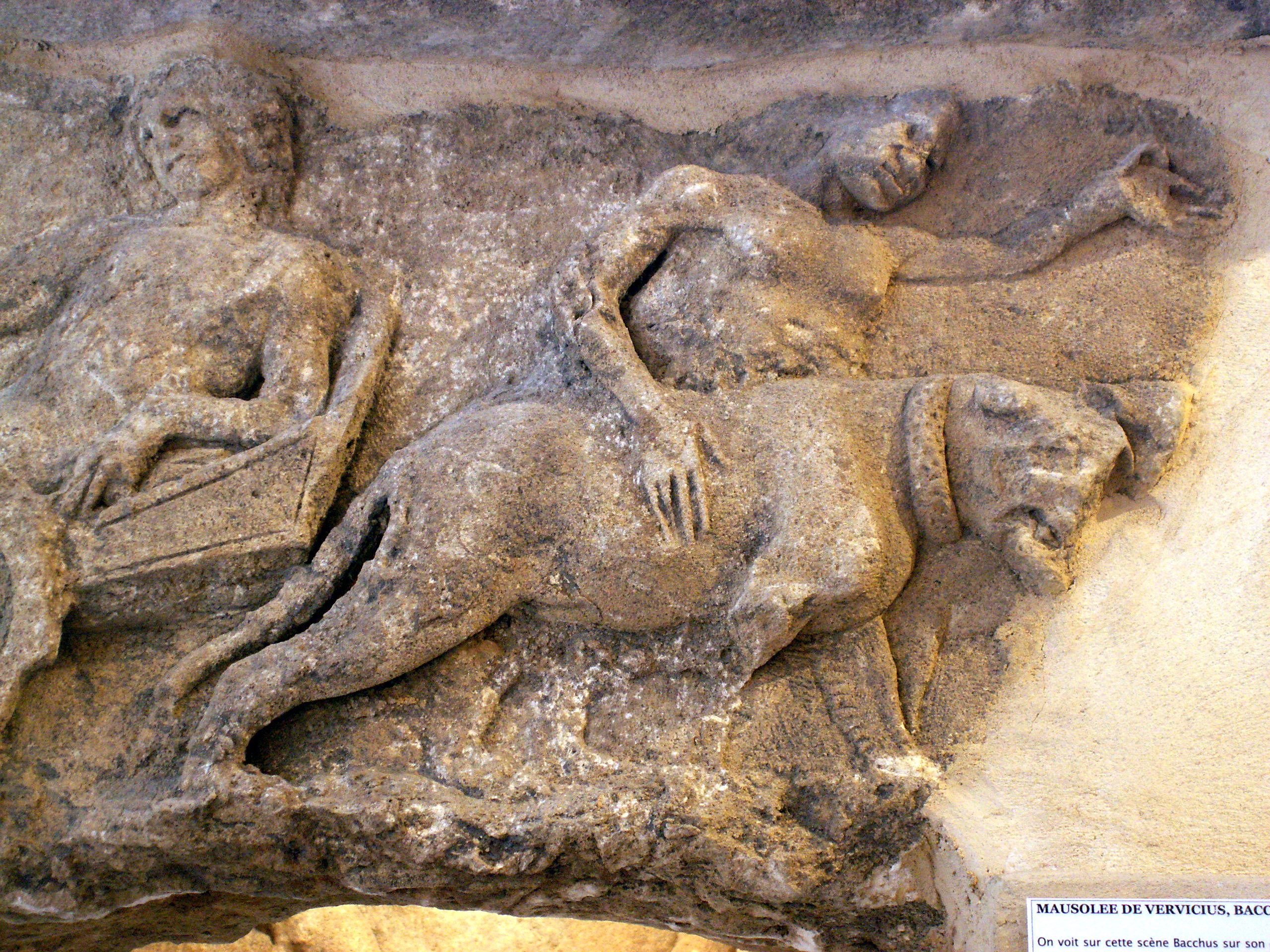
Mausolée de Vervicius
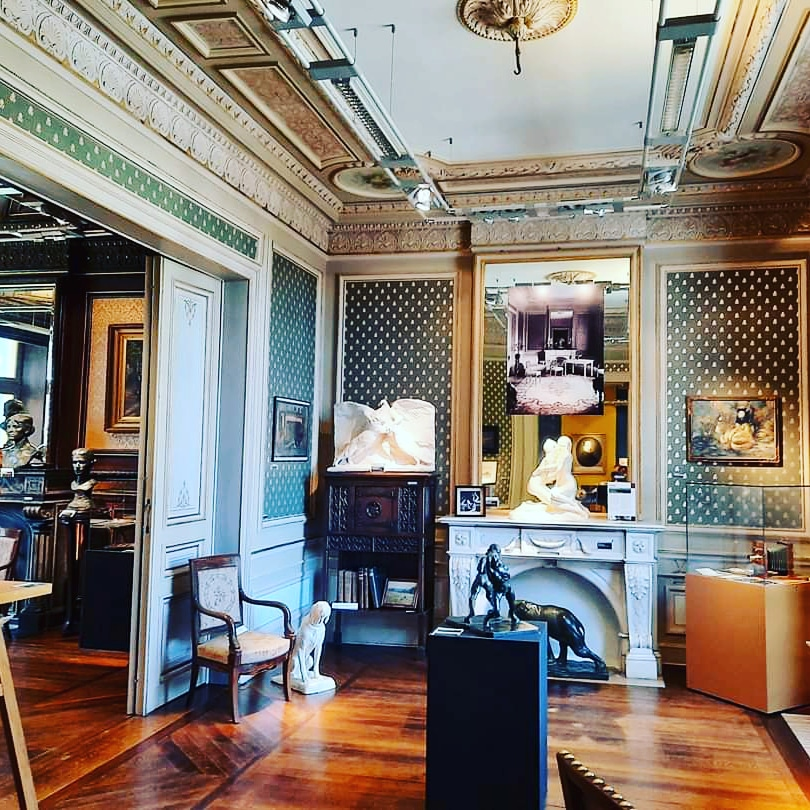
Le salon de la Maison Gaspar
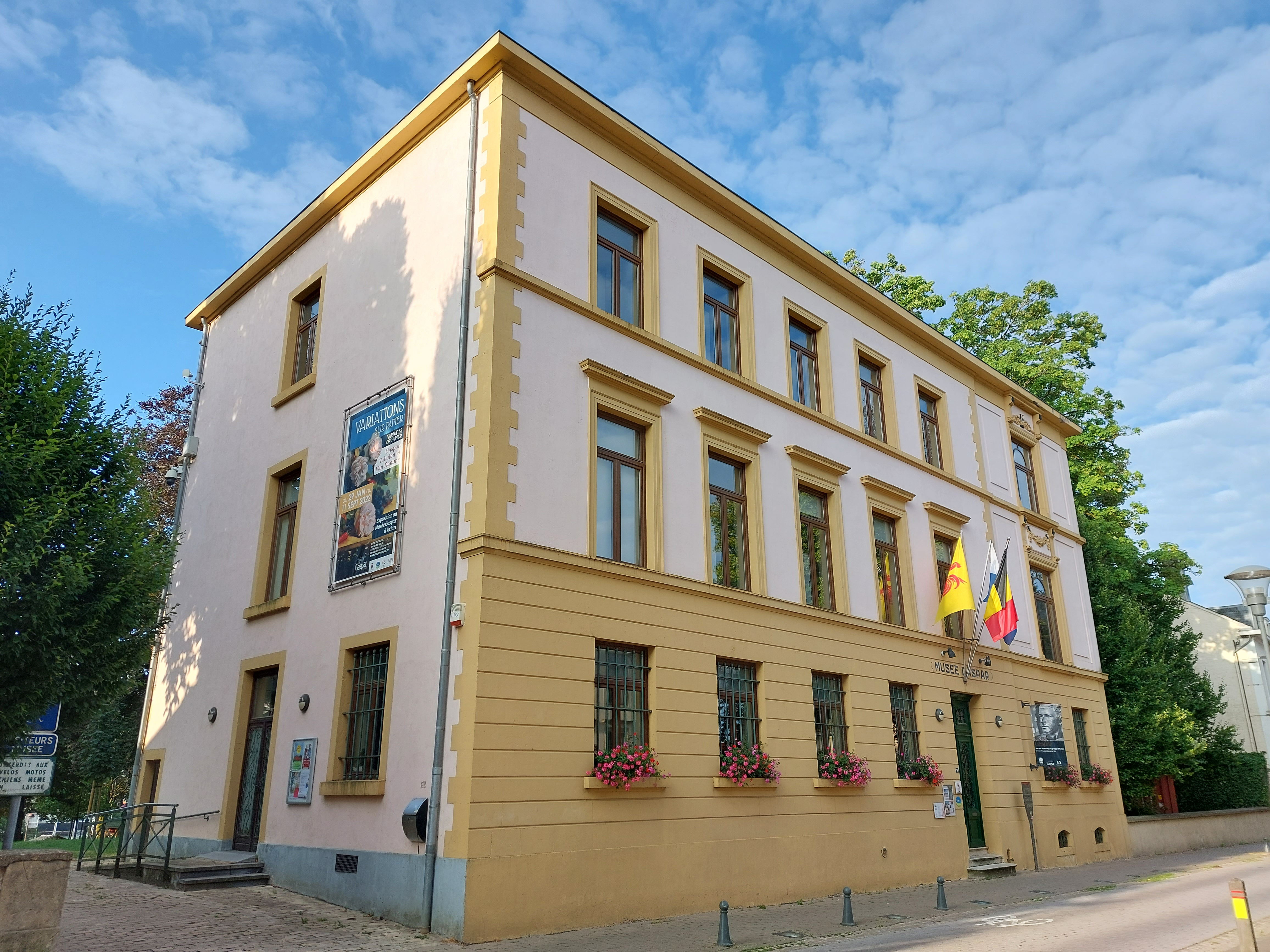
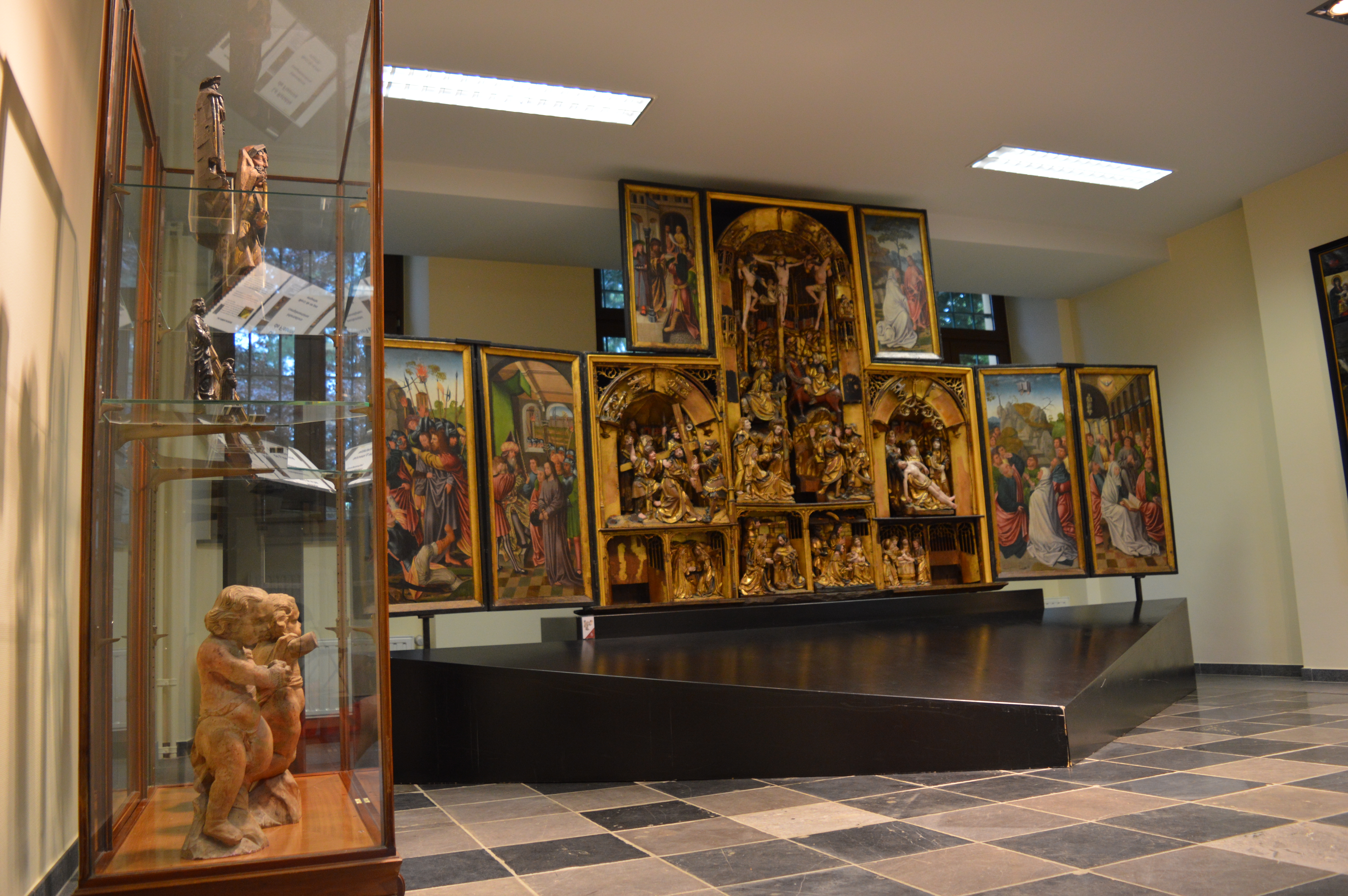
Le retable de Fisenne, conservé au musée Gaspar.

### Cimetières
La partie ancienne du cimetière d'Arlon rassemble, depuis le XIXe siècle, des sépultures au décor remarquable, ainsi que celles des grands hommes qui ont fait l'histoire d'Arlon. L'endroit permet une agréable balade, qui n'est pas sans rappeler le cimetière du Père-Lachaise à Paris.
Le cimetière d'Arlon comporte une section juive qui est le plus grand cimetière juif de Wallonie. Le « carré israélite » du XIXe siècle a fait l'objet d'une campagne de restauration en 2005 sous la direction de Philippe Pierret et d'Olivier Hottois, conservateur et conseiller scientifique au Musée Juif de Belgique, en collaboration avec les volontaires européens de l'Aktion Sühnezeichen Friedensdienste (Berlin) et la communauté israélite d'Arlon. 

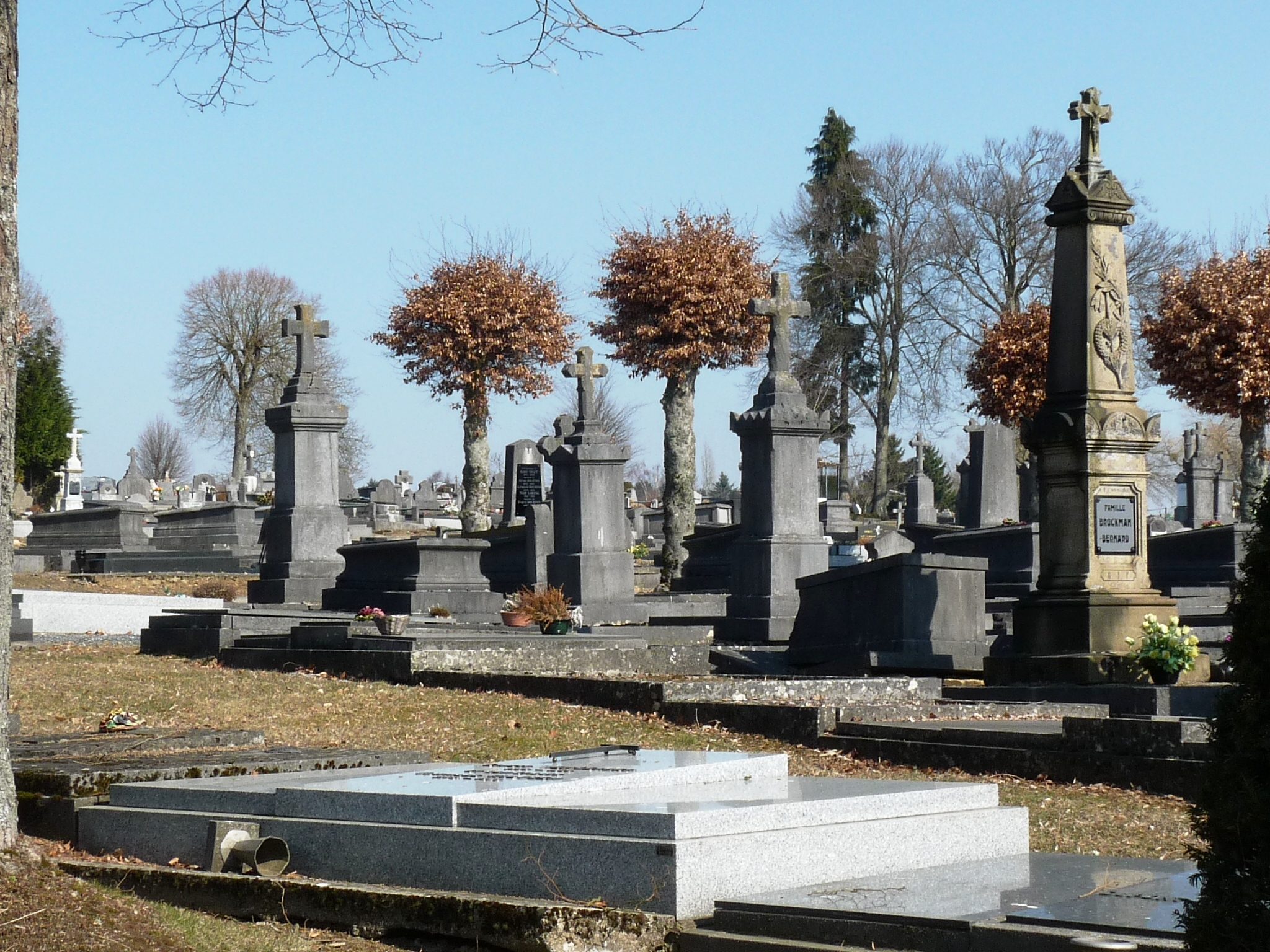
Le cimetière d'Arlon
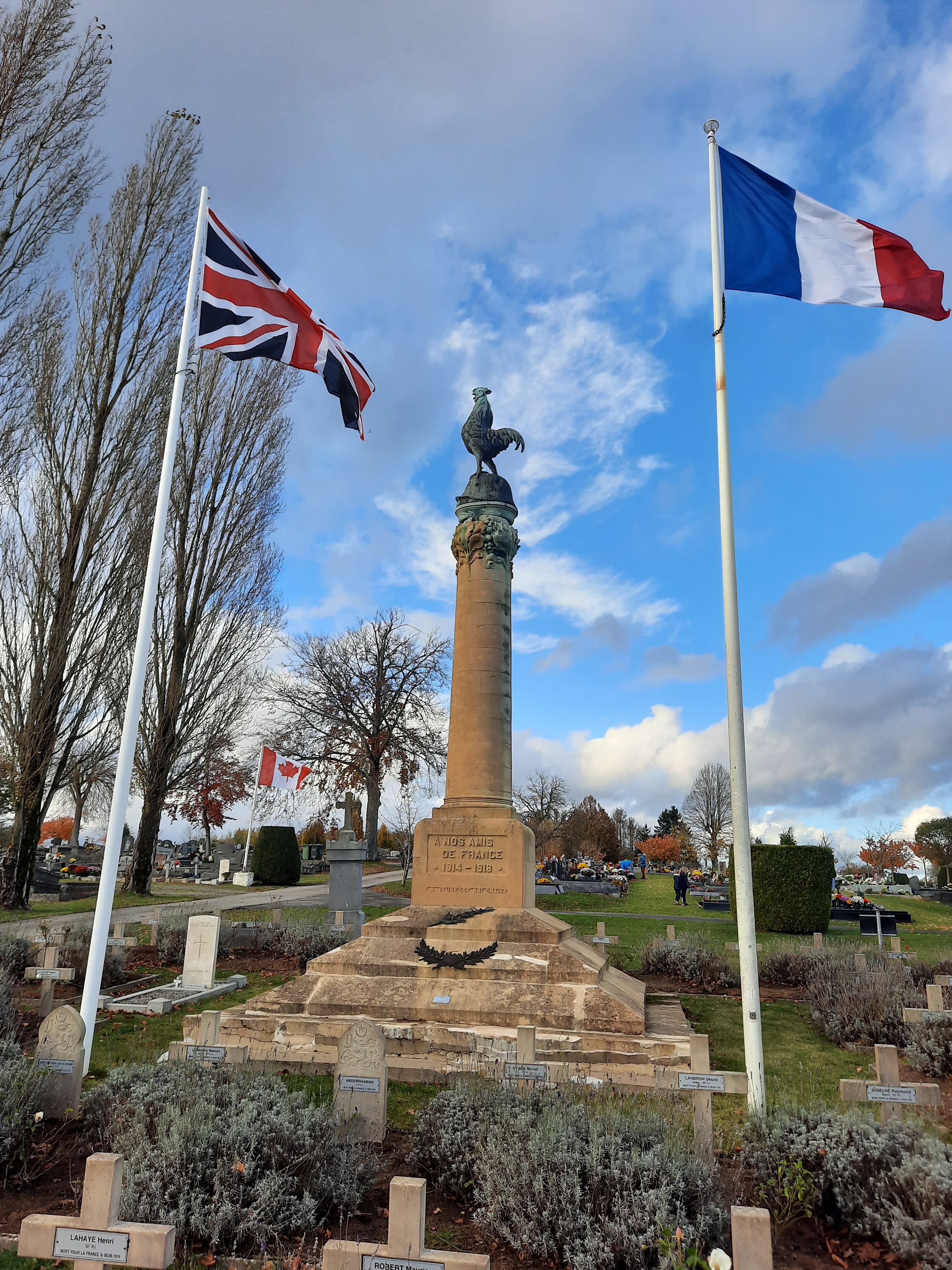
Le coq gaulois, de Jean Gaspar : monument aux Français (1919)
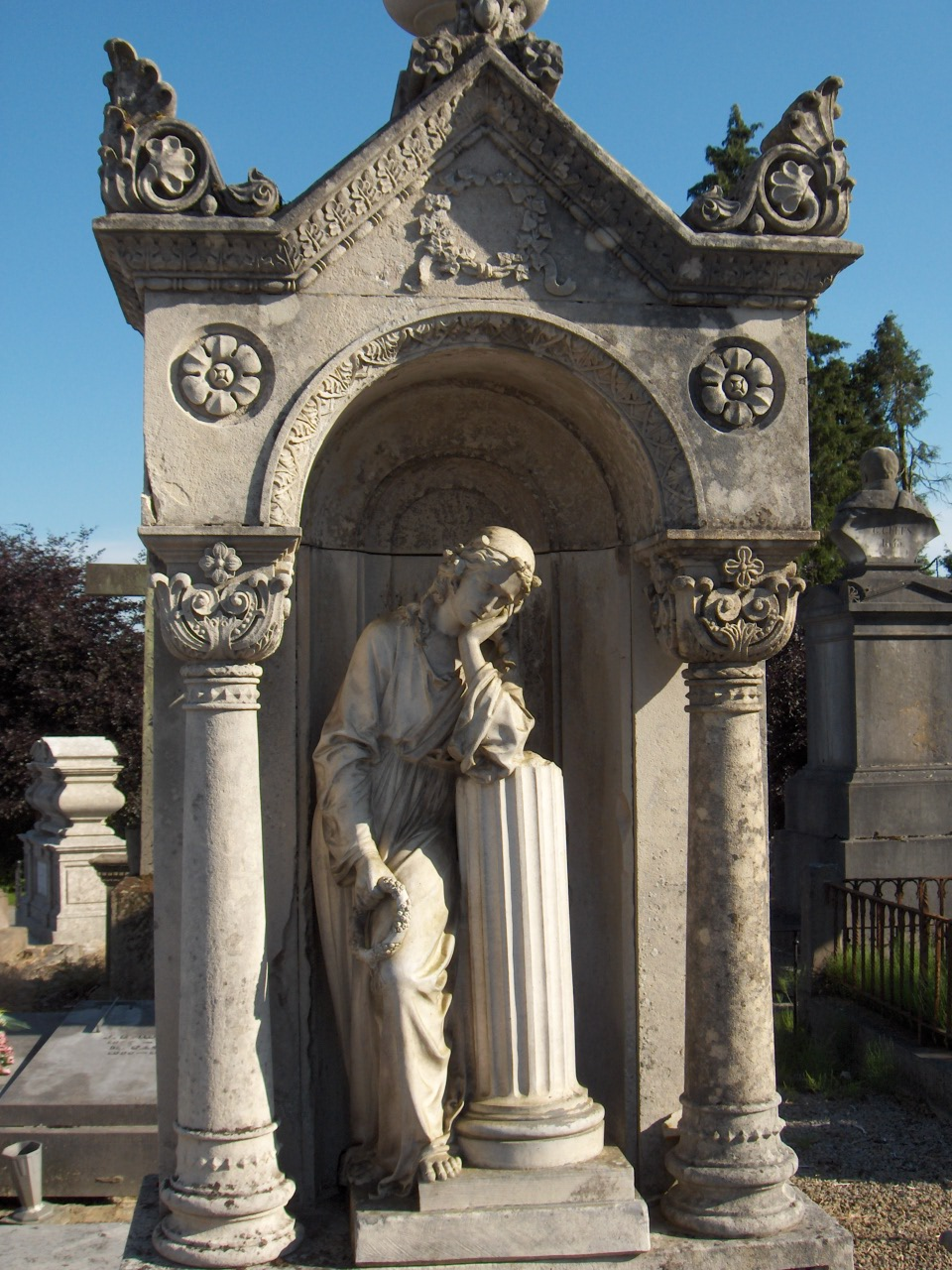
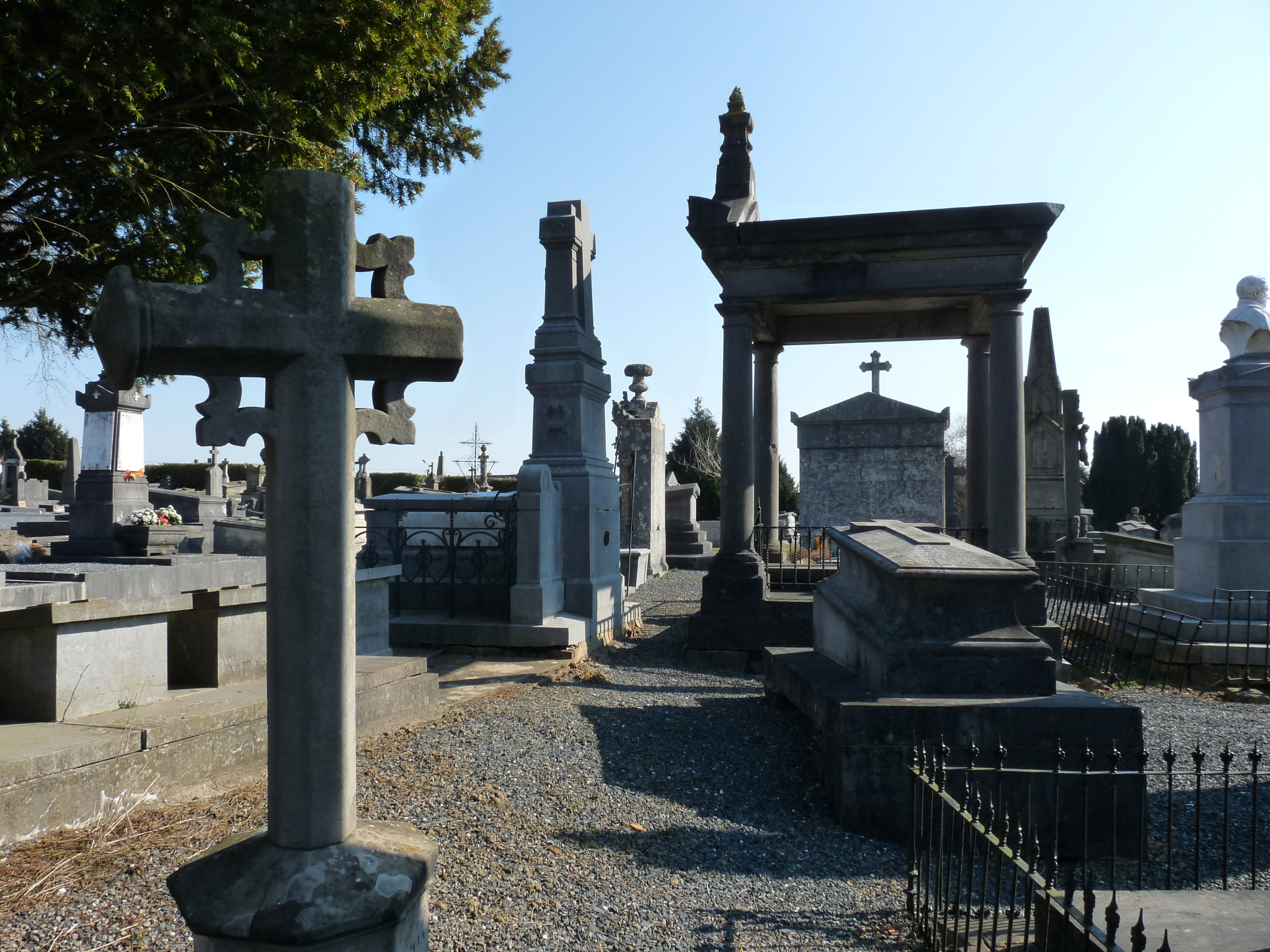
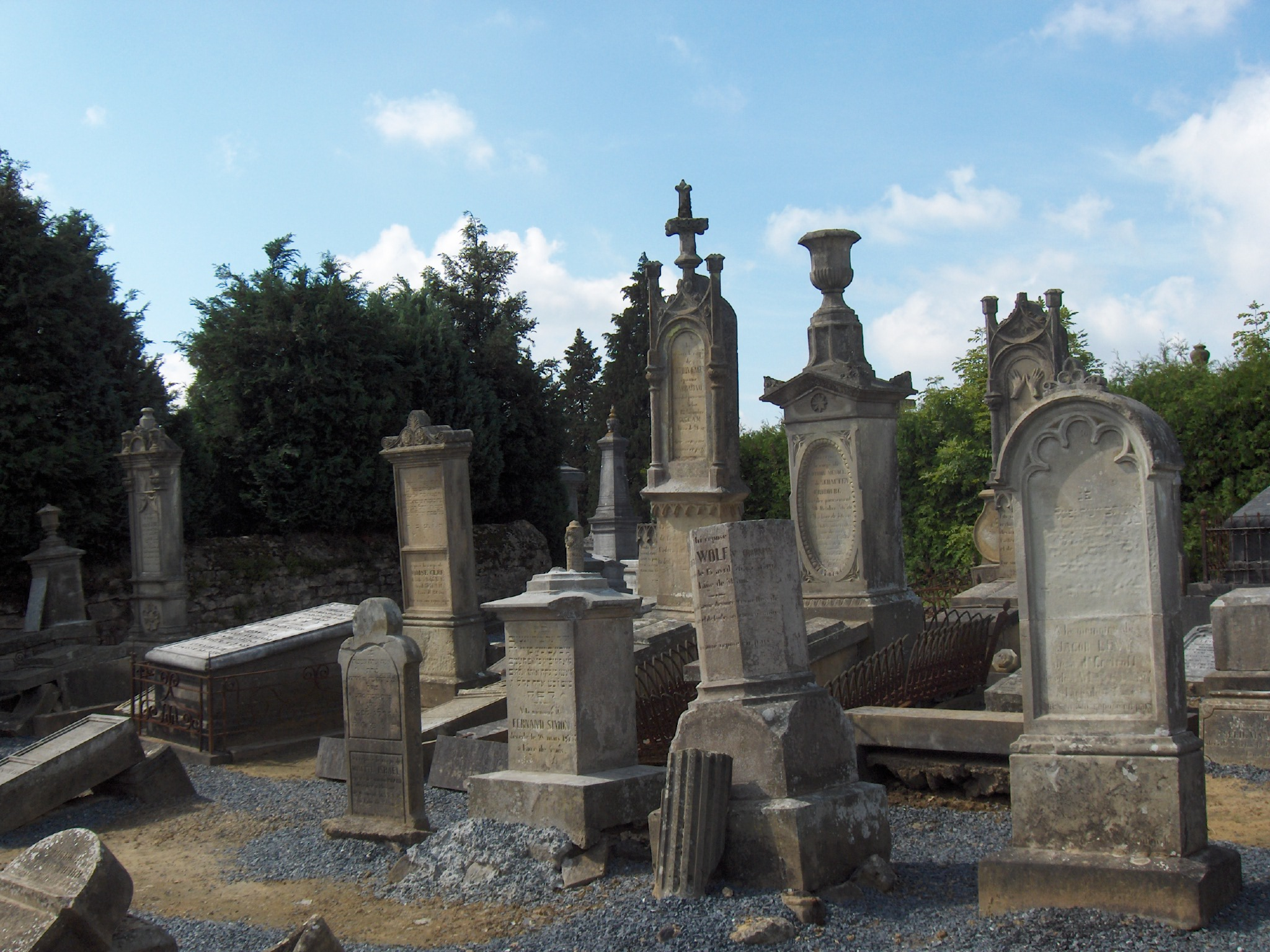
Le cimetière juif d'Arlon
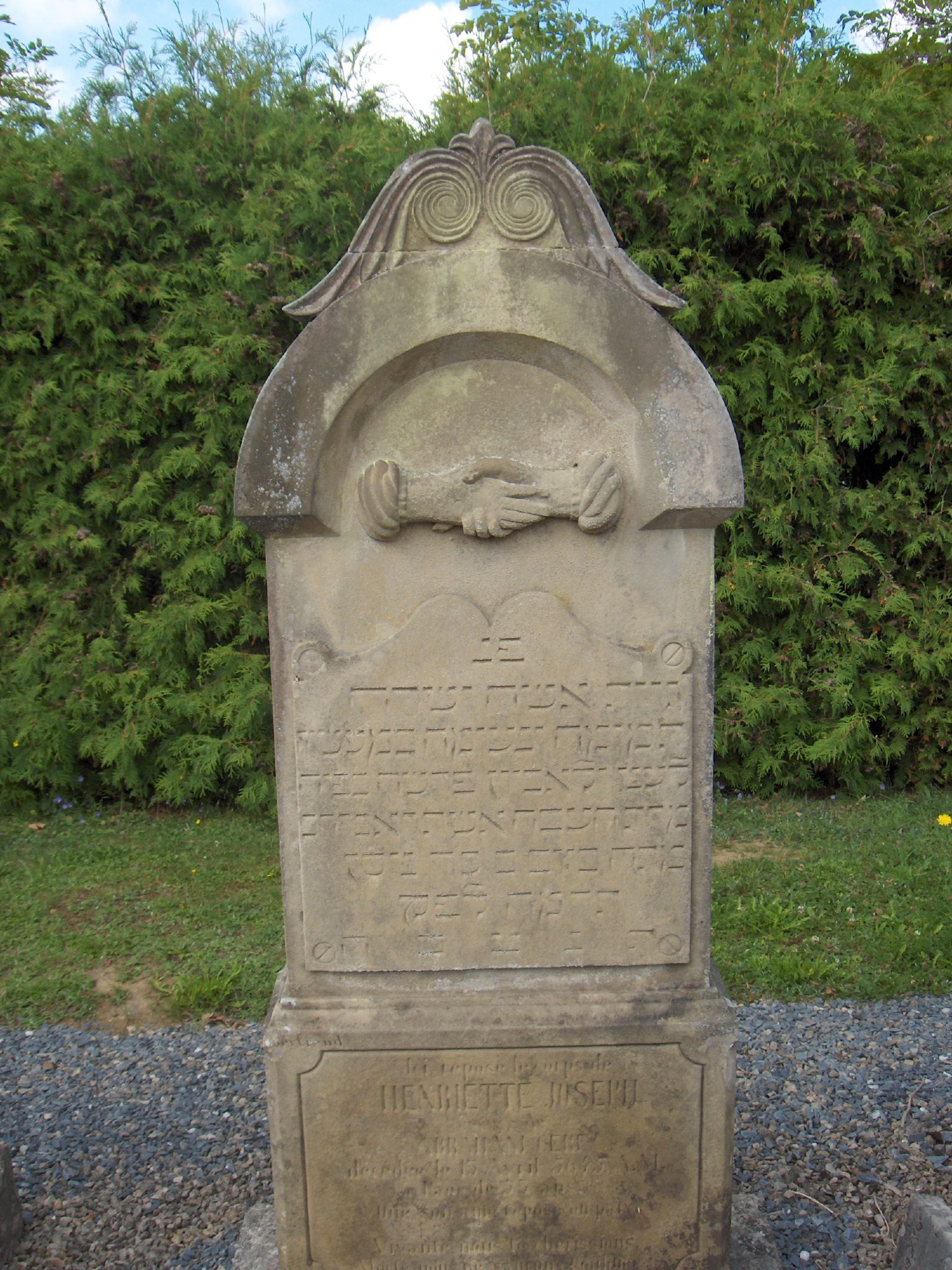
Tombe du cimetière juif d'Arlon
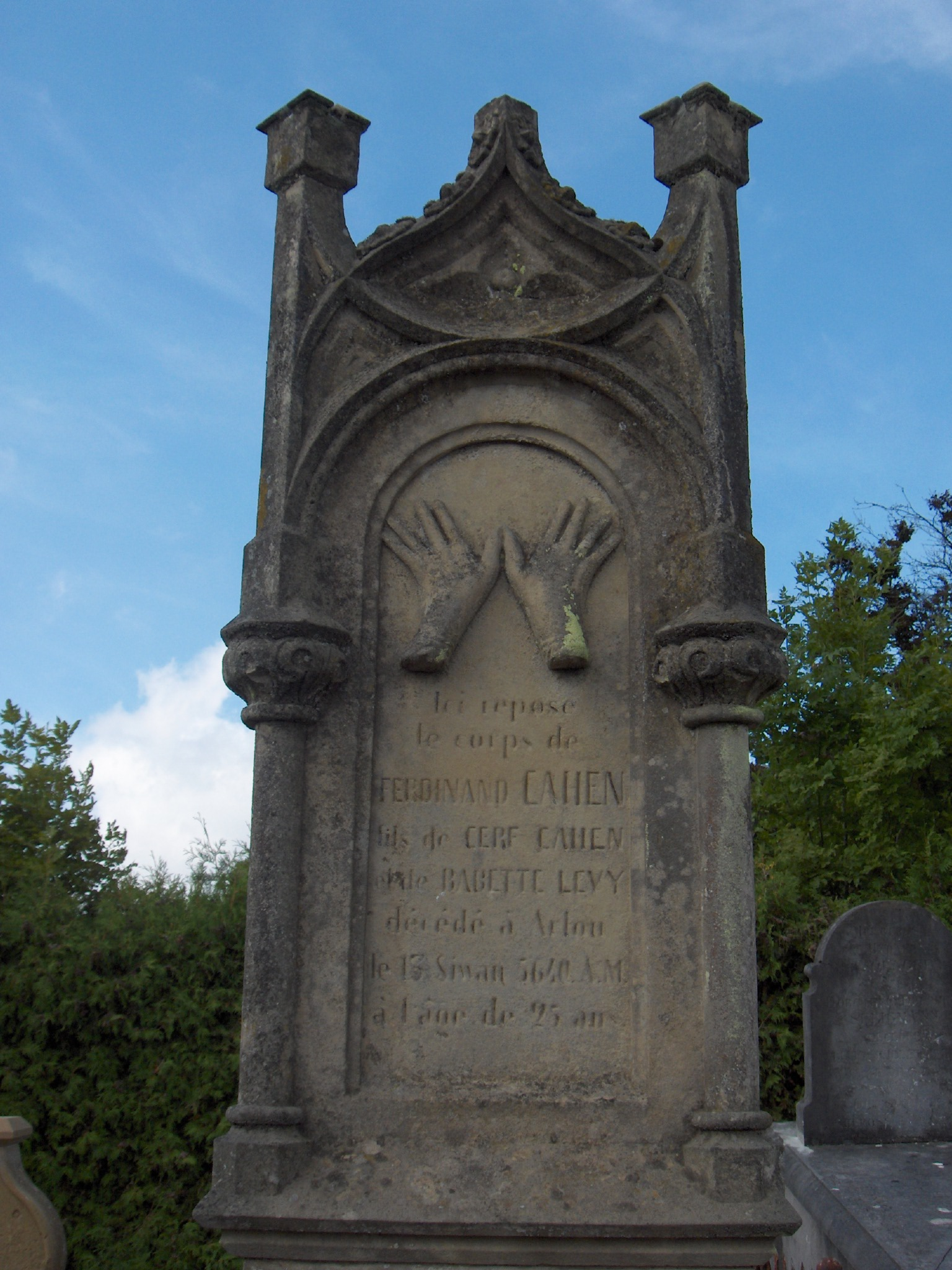
Tombe du cimetière juif d'Arlon

### Patrimoine militaire

#### Seconde Guerre mondiale
Dans les années précédant le début du conflit mondial, un centre de résistance de la ligne Devèze, composé de 28 abris fortifiés, est constitué autour de la ville d'Arlon. Nombre de ces ouvrages sont encore visibles aujourd'hui. Des postes d'alerte sont également érigés le long de la frontière luxembourgeoise, deux postes sont encore visibles sur le territoire de la commune.

### Personnalités liées à la commune
- Le Hellechtsmann, personnage historique traditionnel du pays d'Arlon qui faisait office d’entremetteur lorsque la région était encore particulièrement rurale. Il est aujourd'hui représenté lors de la fête des Faaschtebounen ou lors du carnaval d'Arlon sous la forme de deux géants : Lisa et Jempi[53]. Une sculpture de Fernand Tomasi le représentant trône au bas de l'église Saint-Donat.

### Films tournés à Arlon
- Les Ennemis
- Un soir, un train
- Dead Man Talking
- Grâce à Dieu
- Les Blagues de Toto

### Associations culturelles
- La confrérie du Maitrank

La confrérie du maitrank d'Arlon est une association ayant pour but de faire découvrir et de promouvoir la ville via la boisson traditionnelle locale : le[maitrank. Elle organise différentes activités tout au long de l'année et se rend dans de nombreuses autres villes belges et étrangères afin de faire connaître le breuvage et la cité. Elle entretient notamment des liens étroits avec certaines villes jumelées avec Arlon comme Saint-Dié-des-Vosges, Alba ou Market Drayton. La confrérie est présente chaque année en nombre lors des traditionnelles Fêtes du maitrank où elle vend ce dernier.
- Harmonies : La Stockemoise, Philharmonie L'Union Sterpenich-Barnich, Harmonie L'Union Udange.
- L'Institut archéologique du Luxembourg, fondé en 1847, a son siège à Arlon. Conserve, étudie et valorise le patrimoine archéologique, historique et artistique de la province, en particulier au sein des Musées d'Arlon et au travers des publications que sont les Annales de l'Institut archéologique du Luxembourg (depuis 1847) et le Bulletin (depuis 1925).

- l'Académie Luxembourgeoise, fondée en 1934, a son siège à Arlon.